# Sprachgesetzgebung in Belgien

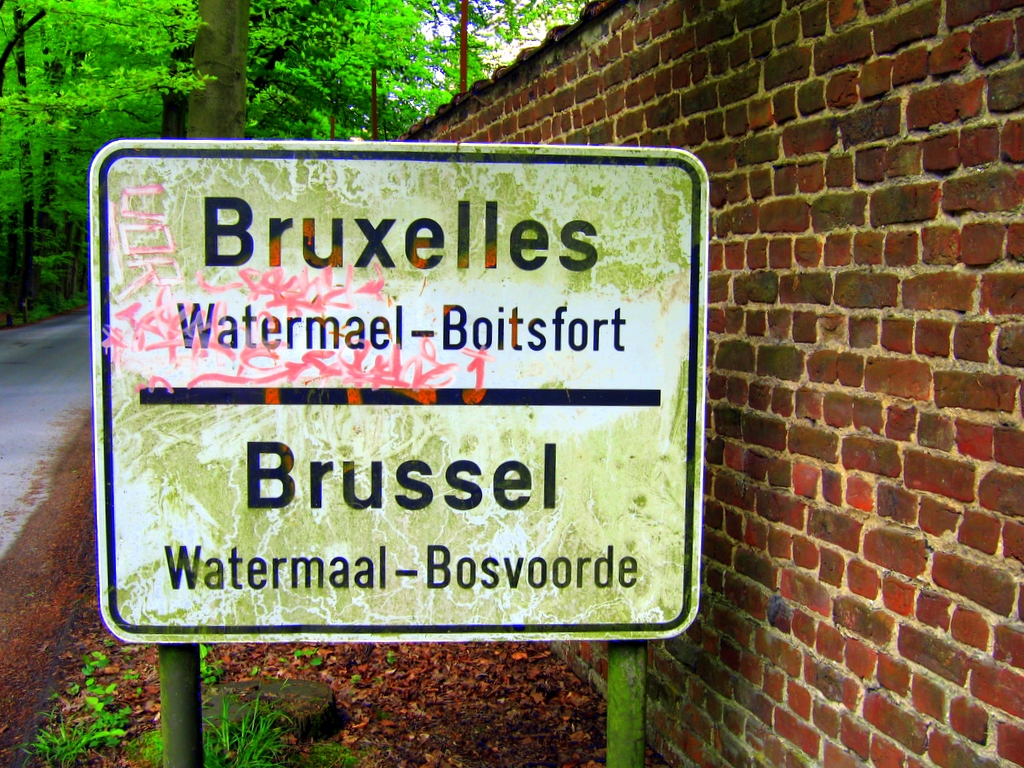
Ein zweisprachiges Ortsschild in Belgien

Die Sprachgesetzgebung in Belgien regelt den Gebrauch der drei offiziellen Landessprachen Niederländisch, Französisch und Deutsch im belgischen öffentlichen Leben. Während Artikel 30 der Verfassung des Königreichs Belgien für Privatpersonen einen freien Gebrauch der Sprachen vorsieht, müssen die öffentlichen Dienste des Staates eine Reihe von Regeln beachten, die sowohl den Sprachengebrauch innerhalb der Dienste als auch zwischen den verschiedenen Diensten und gegenüber dem Bürger betreffen. Insbesondere richten sich Sprachgesetze an die Gesetzgeber, die Verwaltungen, die Gerichte, die Streitkräfte und das Personal des Unterrichtswesens in Belgien.
Die belgische Sprachgesetzgebung ist eine der Folgen des flämisch-wallonischen Konflikts, der seit den Anfängen der Flämischen Bewegung Mitte des 19. Jahrhunderts zwischen den niederländischsprachigen Flamen im Norden Belgiens und den französischsprachigen Wallonen im Süden entstanden ist. Das Ziel dieser Gesetze war eine allmähliche Gleichberechtigung der niederländischen und der französischen Sprache.
Der Sprachengebrauch bleibt auch heute noch ein sensibles Thema in Belgien und führt regelmäßig zu heftigen politischen Auseinandersetzungen. Dies gilt vor allem für den Sprachengebrauch im zweisprachigen Gebiet Brüssel, in den Brüsseler Randgemeinden und den „Fazilitäten-Gemeinden“ im Grenzgebiet zwischen Flandern und der
Wallonischen Region und insbesondere für die dort bestehenden Spracherleichterungen (Fazilitäten) für die Bevölkerung.

## Geschichte
Die heutige Gesetzgebung zum Sprachengebrauch ist historisch aus dem Sprachenstreit und der Flämischen Bewegung heraus entstanden und zu verstehen.

### Sprachfreiheit nach der Belgischen Revolution

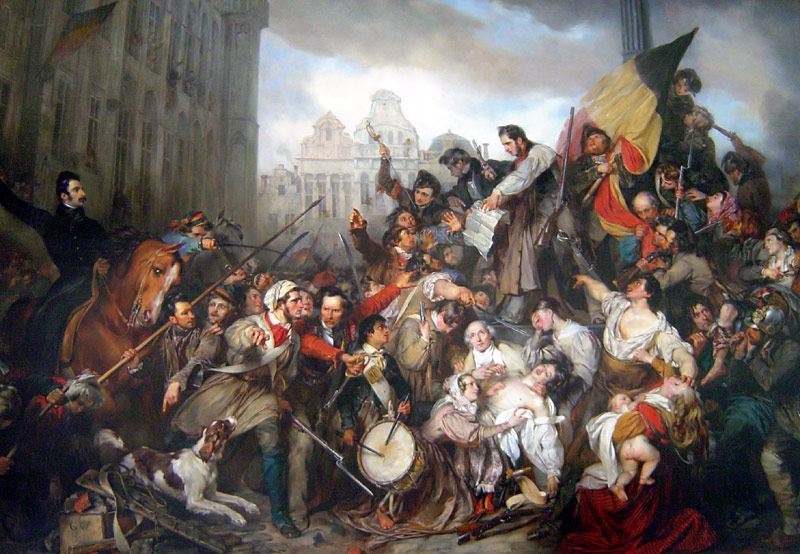
Gustave Wappers: Szene aus den Septembertagen von 1830, Zeitgenössisches Historienbild von 1835

Als sich Belgien 1830 bei der Belgischen Revolution vom Vereinigten Königreich der Niederlande lossagte, wurde unter anderem die Sprachpolitik des niederländischen Königs Wilhelm I., der eine Vorherrschaft der niederländischen gegenüber der französischen Sprache in den flämischen Provinzen (Antwerpen, Limburg, Ostflandern und Westflandern) und ab 1823 im zweisprachigen Brabant befestigen wollte, von der frankophonen Bourgeoisie in Brüssel und den anderen großen Städten Flanderns abgelehnt.
Als Reaktion auf die niederländische Sprachpolitik wurde schon 1831, nach der Unabhängigkeit Belgiens, in Artikel 23 der belgischen Verfassung die Sprachenfreiheit festgehalten (heute Art. 30, siehe weiter unten). Jedoch wurde recht schnell ersichtlich, dass diese Freiheit vor allem für das Französische galt, zum Nachteil des Niederländischen. Für die öffentlichen Behörden kam nur Französisch als Amtssprache in Frage. So entschied die vorläufige Regierung bereits am 16. November 1830 noch vor der Verabschiedung der Verfassung, dass das Französische die einzige Sprache in den Streitkräften und Veröffentlichungen von Gesetzes- und Verordnungstexten im belgischen Staatsblatt sein werde. Auch in den frühen Außenbeziehungen des jungen Staates benutzten die Diplomaten ausschließlich die französische Sprache. Somit stand der „Französisierung“ der belgischen Bürgergesellschaft vermeintlich nichts mehr im Wege – zumal zu dieser Zeit noch das Zensuswahlrecht galt, und somit faktisch nur männliche Vertreter des oberen Bürgertums und der Aristokratie an den Staatsgeschäften teilhatten. Charles Rogier, mehrmals Minister und Premierminister Belgiens und eine der führenden politischen Persönlichkeiten des Landes im 19. Jahrhundert, ließ 1837 keinen Zweifel daran: La Belgique sera latine ou ne sera pas („Belgien wird lateinisch oder wird gar nicht sein“).

### Anfänge der Flämischen Bewegung

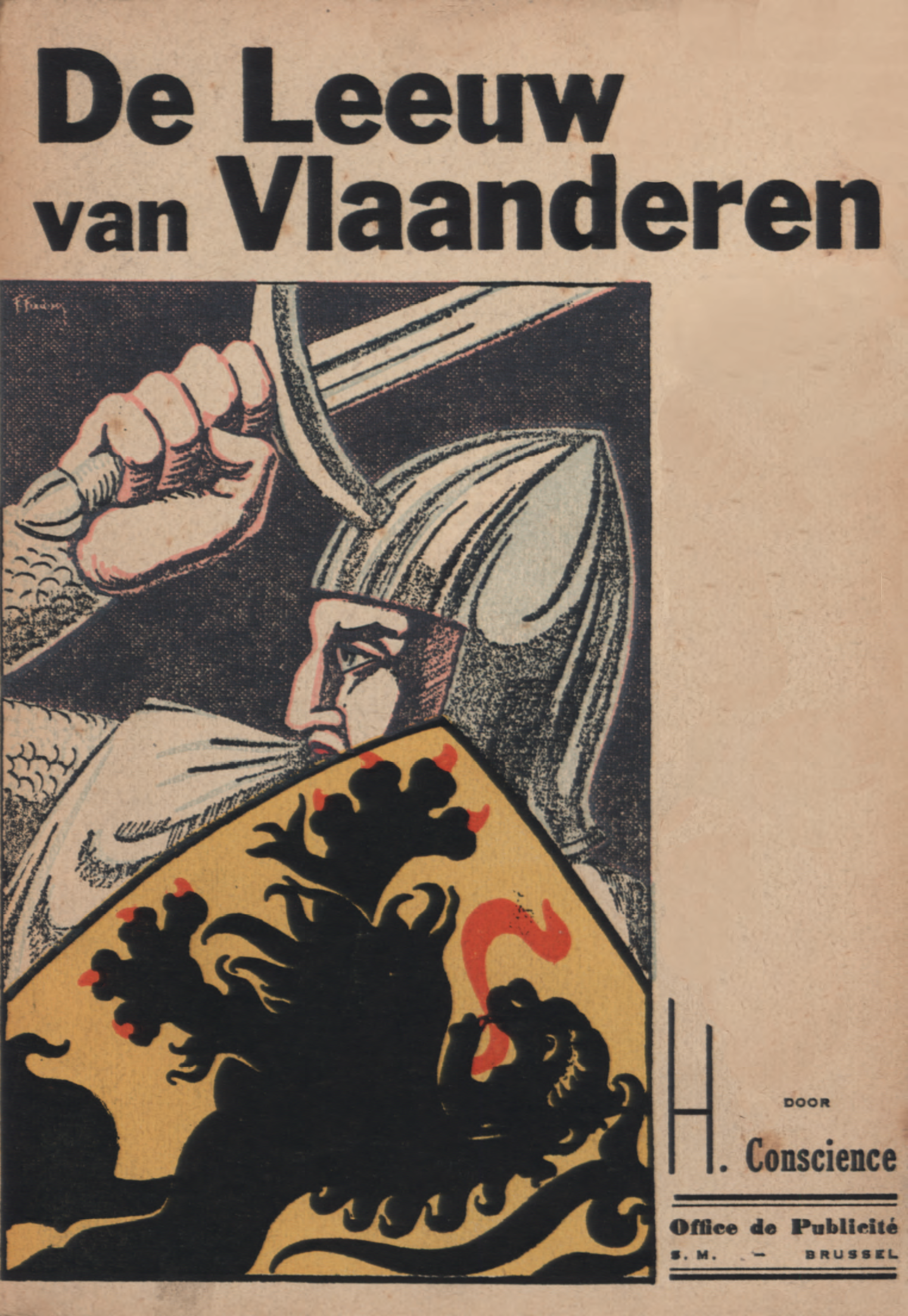
De Leeuw van Vlaanderen (Buchcover)

In den flämischen Provinzen bediente sich im 19. Jahrhundert ein Großteil der unteren Bevölkerungsschicht fast ausschließlich der niederländischen Sprache in Form von verschiedenen flämischen Dialekten. Unter dem Begriff Flämisch werden in diesem Kontext gemeinhin alle niederländischen Mundarten Belgiens zusammengefasst, auch wenn genau genommen die Provinzen Flanderns nur den westlichen Teil dieses Sprachraums bilden und östlich vor allem Brabantisch und Limburgisch gesprochen wurde. Da die Mehrheit der niederländischsprachigen Bevölkerung aufgrund des Zensuwahlrechts (siehe oben) nicht wahlberechtigt war, hatte die niederländische Sprache kaum Einfluss auf das öffentliche Leben.
In den Jahren nach der Revolution bildete sich unter einigen flämischen Intellektuellen, die einen romantischen Bezug zur niederländischen Sprache entwickelten, die sogenannte Flämische Bewegung, die die niederländischen Sprache in Flandern fördern, ihren Status verbessern wollte. Zu ihnen gehörte insbesondere Hendrik Conscience, der 1838 sein Werk De Leeuw van Vlaenderen veröffentlichte. Angetrieben wurde diese Bewegung unter anderem durch die Hinrichtung zweier fälschlich wegen Mordes angeklagter Flamen, die im Jahr 1860 bei einem auf Französisch geführten Geschworenenprozess verurteilt wurden, obwohl sie kein Französisch sprachen und sich somit nicht verteidigen konnten (die „Coucke-und-Goethals“-Affäre).
Konkrete Forderungen nach einer besseren Anerkennung der niederländischen Sprache im öffentlichen Leben wurden 1840 anlässlich eines „Pétitionnement en faveur de la langue flamande“ gestellt. Im Jahr 1856 wurde die „Grievencommissie“ eingerichtet, ein Organ, das Lösungen für das Sprachproblem suchen sollte. Dieses Organ schlug die offizielle Zweisprachigkeit für Flandern vor, doch wurde dieser Plan von der Regierung ignoriert.

### Erste Sprachgesetze
Die ersten Sprachgesetze Belgiens wurden erst 20 Jahre später verabschiedet. Als erstes Sprachgesetz überhaupt gilt das „Coremans-Gesetz“ vom 17. August 1873, benannt nach dem flämischen Politiker Edward Coremans, das – als Reaktion auf die Coucke-und-Goethals-Affäre – die prinzipielle Benutzung des Niederländischen bei Strafprozessen in den flämischen Provinzen vorschrieb. Dieses Gesetz wird als ein erster Sieg der Flämischen Bewegung im Kampf um Gleichberechtigung betrachtet. Darauf folgten das Gesetz vom 22. Mai 1878 („Delaet-Gesetz“) über die Benutzung des Niederländischen in Flandern bei Kontakten zwischen dem Bürger und der Verwaltung sowie das Gesetz vom 15. Juni 1883 („Coremans-De Vigne-Gesetz“), das den Gebrauch der niederländischen Sprache im staatlichen mittleren Unterrichtswesen in den flämischen Provinzen gestattete. Diese Gesetze sahen jedoch immer weitreichende Ausnahmeklauseln vor, falls einer der Beteiligten es vorzöge, sich der französischen Sprache zu bedienen. Mit weiteren Gesetzen wurde schrittweise die Zweisprachigkeit im öffentlichen Leben vorangetrieben.
Mit dem „Gleichheitsgesetz“ (auch„Coremans-De-Vriendt-Gesetz“ genannt) vom 18. April 1898 wurde Niederländisch gegenüber Französisch offiziell gleichberechtigt, da von nun an alle Gesetze auf Französisch und Niederländisch verabschiedet und veröffentlicht werden mussten. Dies erfolgte jedoch erst, nachdem mit einer Reform des Wahlgesetzes 1893 alle männlichen Staatsbürger über 25 Jahre mindestens eine Stimme erhielten und das Zensuswahlrecht abgemildert wurde – ein Teil der Bürger behielt mehrere Wahlstimmen, je nach versteuerbarem Einkommen, Ausbildung, Stand etc.; die flämische Unterschicht erhielt somit erstmals politisches Gewicht. Trotzdem blieb Französisch weiterhin die Sprache der Regierenden in Brüssel. So wurde beispielsweise erst am 3. Mai 1967 eine offizielle niederländische Version der belgischen Verfassung veröffentlicht. Zudem befeuerte das Gesetz die Entwicklung der „Wallonische Bewegung“, die in Wallonien als Reaktion auf das wachsende flämische Selbstbewusstsein entstand.
Nach weiteren Schritten zur Anerkennung des Niederländischen im öffentlichen Leben (1910: niederländische Sprache im katholischen Unterrichtswesen; 1913 und 1928: erste Schritte zu Gunsten der niederländischen Sprache in den belgischen Streitkräften; siehe weiter unten) erreichten die Flamen die vollständige „Vernederlandsing“ der Universität Gent im Jahr 1930. Zwar war bereits 1916 eine erste niederländischsprachige Universität in Gent gegründet worden, doch geschah dies auf Anweisung der deutschen Besatzer im Ersten Weltkrieg, die bezüglich Belgiens weitergehende Annexionspläne hatten und den flämisch-wallonischen Gegensatz für ihre Zwecke nutzen wollten. Die Universität erhielt in französischsprachigen Kreisen den Namen „Université von Bissing“, und ihr Besuch galt vielen als ziviler Ungehorsam gegenüber dem belgischen Staat.
Nach seiner Niederlage im Ersten Weltkrieg musste Deutschland gemäß Versailler Vertrag (1919) die Landkreise Eupen und Malmedy, heute als Ostbelgien bezeichnet, an Belgien abtreten. Für diese neuen belgischen Gebiete galten allerdings keine besonderen Sprachgesetze. Während in den sogenannten „Malmedyer Gemeinden“ (Malmedy und Weismes) die Mehrheit der Bevölkerung wallonisch und somit französischsprachig war, lebte in den Gebieten um Eupen und Sankt Vith eine mehrheitlich deutschsprachige Bevölkerung. In den örtlichen Verwaltungen wurde nach der endgültigen Einverleibung der Gebiete ins belgische Staatsgebiet Französisch gesprochen.
Auch die deutsch- bzw. luxemburgischsprachige Minderheit in der Gegend von Arlon erhielt keinen sprachlichen Sonderstatus, obwohl das Gebiet seit der Staatsgründung zu Belgien gehörte.

### Festlegung der Sprachgrenze

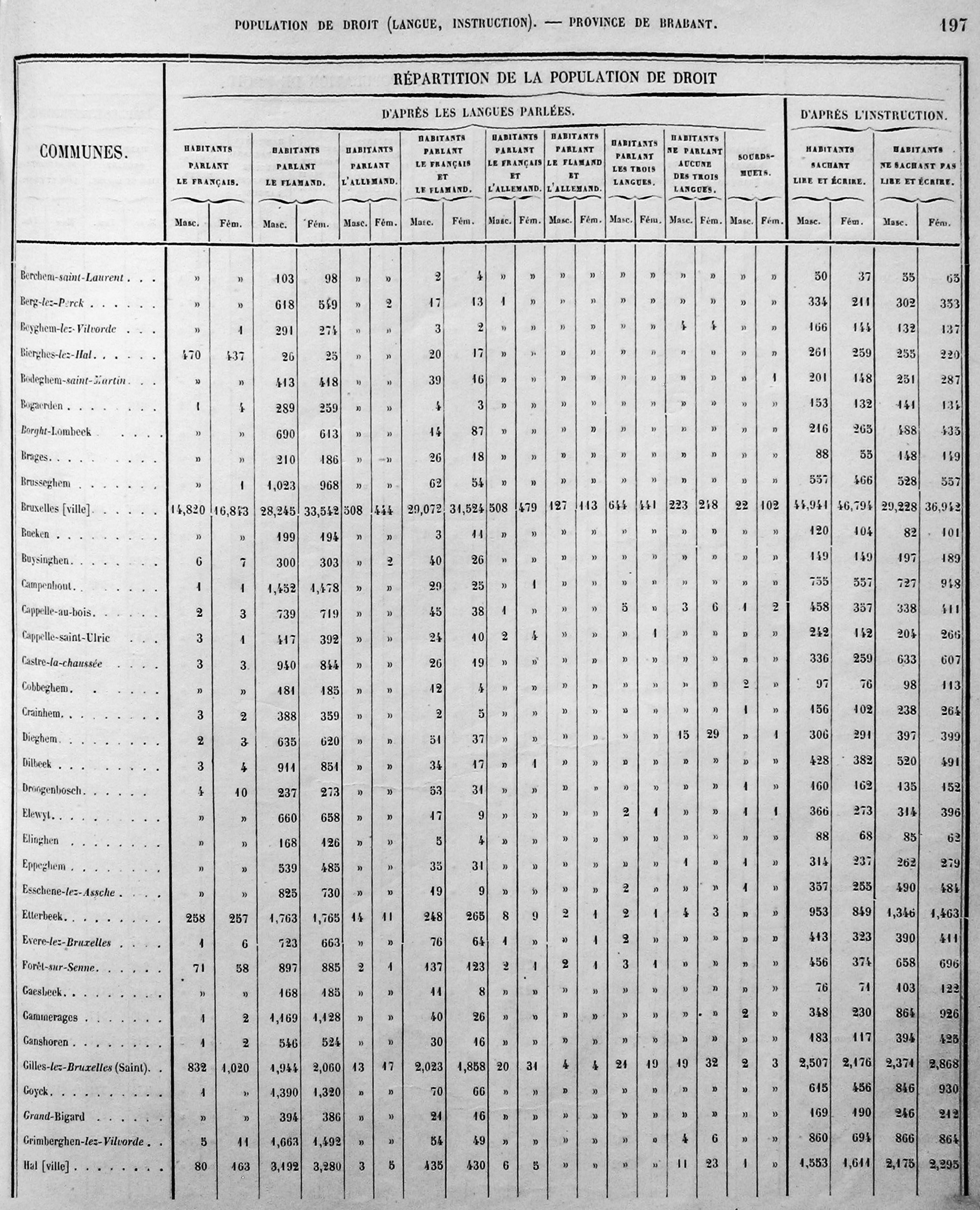
Die Resultate der Sprachzählung 1866

Die Ursprünge der belgischen Sprachgrenze gehen auf ein Gesetz vom 31. Juli 1921 zurück, wonach auch die lokalen Behörden, d. h. vor allem die Gemeinden, in den flämischen Provinzen sich der niederländischen Sprache zu bedienen hatten. Die Gemeinden in der Brüsseler Agglomeration und die Provinz Brabant konnten selbst ihre Sprache bestimmen. Somit war faktisch die erste Einteilung Belgiens in Sprachgebiete entstanden, und das Prinzip „streektaal is bestuurstaal“ (Gebietssprache ist Verwaltungssprache), auch bekannt als „Territorialitätsprinzip“, wurde gesetzlich verankert. Andererseits sah das Gesetz auch die Zweisprachigkeit für alle Dienste der Brüsseler Zentralverwaltung vor, es wurde dennoch nur mangelhaft angewendet. Diese erste Sprachgrenze hatte keinen definitiven Charakter: Durch eine zehnjährliche Sprachzählung (ndl. taaltelling, frz. recensement linguistique) konnte eine Gemeinde entlang der Sprachgrenze in ein anderes Sprachgebiet fallen, wenn die Mehrheitsverhältnisse beim Sprachengebrauch sich veränderten. Auch gab es immer noch zahlreiche Ausnahmeregelungen für Frankophone, wie beispielsweise die Möglichkeit Spracherleichterungen für die Minderheit zu bekommen, wenn 20 % der Wähler einer Gemeinde dies verlangten.
Das Gesetz von 1921 war für die Flamen, die die zu großen verbleibenden Erleichterungen für Frankophone bemängelten und eine Französisierung Brüssels befürchteten, genauso unbefriedigend wie für die Wallonen, die wegen der Zweisprachigkeit in den Zentraldiensten gezwungen waren, Niederländisch zu lernen. So änderte man die bestehende Regelung durch ein neues Gesetz vom 14. Juli 1932. Das Territorialitätsprinzip wurde gefestigt: In Flandern und in der Wallonie galt für alle Behörden die Einsprachigkeit, in Brüssel die Zweisprachigkeit. Die Zweisprachigkeit in den zentralen Diensten wurde wieder abgeschafft. Die Sprachgrenze war jedoch immer noch nicht definitiv und konnte sich aufgrund der Resultate der zehnjährigen Sprachzählung verlagern. Doch brauchte es jetzt für Anträge auf Spracherleichterungen 30 % der Bürger einer Minderheit. Im gleichen Atemzug wurden auch zwei weitere Sprachgesetze verabschiedet: das eine im Gerichtswesen (1935) und das andere in den Streitkräften (1938). Diese beiden letzten Gesetze sind heute noch, in abgeänderter Form, anwendbar (siehe weiter unten).

Die Sprachgebiete Belgiens:
Niederländisches Sprachgebiet
Französisches Sprachgebiet
Deutsches Sprachgebiet
zweisprachige Region Brüssel-Hauptstadt

Die Resultate der Sprachzählung von 1947 waren so enttäuschend für die Flämische Bewegung, dass sie erst 1954 veröffentlicht wurden. Diesen Resultaten zufolge wurde die Brüsseler Agglomeration nun auf die Gemeinden Ganshoren, Evere und Berchem-Sainte-Agathe/Sint-Agatha-Berchem erweitert und die Gemeinden Drogenbos, Wemmel, Kraainem und Linkebeek erhielten Spracherleichterungen für die Frankophonen. Heftige Proteste der Flamen in Brüssel waren die Folge, und eine Abänderung des Gesetzes von 1932 wurde gefordert.
Zu Beginn der 1960er Jahre nahm der Innenminister Arthur Gilson das Sprachenproblem wieder in Angriff. Auf Druck der Flamen einigte man sich darauf, eine definitive Sprachgrenze festzulegen und die Sprachzählung abzuschaffen. Dies geschah durch ein Gesetz vom 24. Juli 1961. Die Sprachgrenze in ihrer heutigen Form legte schließlich ein Gesetz vom 8. November 1962 fest („Gilson-Gesetze“). Ein Gesetz vom 5. Juli 1963 betraf den Sprachengebrauch in Verwaltungsangelegenheiten und teilte Belgien in vier Sprachgebiete auf, während zwei weitere Gesetze vom 30. Juli bzw. 9. August 1963 den Sprachengebrauch im Unterrichts- und im Gerichtswesen bis heute regeln (siehe weiter unten).
Als Grundlage für die Gesetze von 1962/63 galt ein Bericht aus dem Jahr 1958 des Harmel-Zentrums, benannt nach Pierre Harmel. Mit den neuen Gesetzen wechselten 43 Gemeinden die Seite der Sprachgrenze. Da die Gemeinde Comines-Warneton ins französische Sprachgebiet wechselte, verlangten die Flamen im Gegenzug, dass die Gemeinde Voeren von der Provinz Lüttich getrennt und in die Provinz Limburg einverleibt würde (obwohl der Bericht des Harmel-Zentrums dies nicht vorsah). Das Gebiet von Brüssel mit seinen 19 Gemeinden (die heutige Region Brüssel-Hauptstadt) wurde in diesem Gesetz als zweisprachig festgelegt, davon abgesehen waren somit alle Gemeinden Belgiens definitiv einsprachig. Eine weitere Innovation der Gilson-Gesetzes war die Schaffung eines dritten einsprachigen Gebietes, nämlich des deutschen Sprachgebiets, mit dem Kanton Eupen und dem Kanton Sankt Vith. Die Malmedyer Gemeinden dagegen kamen ins französische Sprachgebiet, mussten aber Spracherleichterungen für die deutschsprachige Minderheit einrichten. Obwohl sie äußerst unbeliebt bei den Flamen waren, wurden die Spracherleichterungen auch für Frankophone in gewissen Gemeinden beibehalten. Diese sogenannten „(Sprach-)Fazilitäten“ konnten jedoch nicht mehr auf Anfrage der Bürger eingerichtet werden; eine erschöpfende Liste von sechs „Fazilitäten-Gemeinden“ in den Brüsseler Randgemeinden, einschließlich Sint-Genesius-Rode und Wezembeek-Oppem, wurde festgelegt. Die Verhandlungen zwischen Flamen und Wallonen waren äußerst gespannt, sodass 1963 die Regierung fast an der Sprachproblematik gescheitert wäre.

### Auswirkungen auf die heutige Situation
Die Gesetzgebung 1962–63 ist heute noch – in leicht abgeänderter Form – in Belgien anwendbar. Um der Realität der Sprachengrenze nachzukommen, wurde 1995 die damals zweisprachige Provinz Brabant in zwei einsprachige Provinzen Flämisch-Brabant und Wallonisch-Brabant geteilt.
Die definitive Festlegung der Sprachengrenze kann vor allem als ein Sieg für die Flämische Bewegung betrachtet werden; weniger als zehn Jahre später dienten die Sprachgebiete bei der ersten großen Staatsreform (1970) zur Festlegung der Grenzen der Kulturgemeinschaften. Bei den darauf folgenden Staatsreformen, die die Gemeinschaften und Regionen ins Leben riefen und Belgien allmählich in einen Bundesstaat verwandelten, wurde die Sprachgrenze nicht mehr abgeändert und diente zur Festlegung der Zuständigkeitsgebiete dieser neuen Gebietskörperschaften.
Auch wurde das Selbstbewusstsein Flanderns durch die Identifizierung mit einem bestimmten Gebiet gestärkt. So demonstrierten beispielsweise Anfang der 1960er Jahre, nachdem die Universitätsstadt Löwen definitiv zu Flandern gehörte, zahlreiche niederländischsprachige Studenten in den Straßen der Stadt und schockierten mit den Slogans „Walen buiten!“ (Wallonen raus!) und „Leuven Vlaams“ (Flämisches Löwen) die französischsprachigen Studenten. Die Spaltung der Katholischen Universität Löwen im Jahre 1968 in die Katholieke Universiteit Leuven (KUL, niederländischsprachig) und die Université Catholique de Louvain (UCL, französischsprachig) sowie der Umzug dieser letzten in die wallonische Planstadt Louvain-la-Neuve (Neu-Löwen) waren die Folge. Wenig später, im Jahr 1969, erfolgte auch in Brüssel die Spaltung zwischen der Université Libre de Bruxelles (ULB) und der Vrije Universiteit Brussel (VUB). Dem Zeitgeist entsprechend gingen auch die bis zu diesem Zeitpunkt bestehenden großen nationalen Parteien Belgiens auseinander und konzentrierten sich nunmehr vor allem auf „ihre“ Seite der Sprachengrenze (Spaltung der katholischen Partei in CPV und PSC und der liberalen Partei in PVV und PLP im Jahr 1972 und die der sozialistischen Partei in SP und PS im Jahr 1978).
Doch die damaligen Kompromisse trugen bereits den Keim für weitaus heftigere Auseinandersetzungen zwischen Flamen und Wallonen in sich, die erst später ausgetragen wurden und heute noch immer werden:
- Als man Voeren von Lüttich trennte, protestierten wallonische Bewohner dieser Gemeinden. Bei der Bürgermeisterwahl 1982 erhielt José Happart die Stimmenmehrheit, durfte sein Amt aber nicht antreten, weil er kein Niederländisch verstand.[21] Dies führte zu Massenschlägereien zwischen Flamen und Wallonen und einer Regierungskrise.
- Es wurde zu der Zeit beschlossen, den Wahlkreis Brüssel-Halle-Vilvoorde („BHV“), der gleichzeitig das zweisprachige Gebiet Brüssel-Hauptstadt und einen Teil des niederländischen Sprachgebietes umfasste, beizubehalten. Lange war eine Teilung von „BHV“ eine wiederholte Forderung Flanderns; einen entsprechenden Gesetzentwurf brachten die flämischen Parteien 2007 in der Abgeordnetenkammer ein. Dies führte zu einer politischen Krise, die eine Regierungsbildung unter Yves Leterme unmöglich machte und eine Übergangsregierung unter Guy Verhofstadt erforderte.[22] Erst im September 2011 gelangten acht Parteien unter Federführung von Elio Di Rupo zu einer Einigung über die Neuaufteilung des umstrittenen Wahlkreises.[23]
- Die genaue politische Tragweite der Spracherleichterungen wurde damals nicht klar definiert, sodass sich heute die flämischen und die französischsprachigen Parteien mit zwei radikal entgegengesetzten Ansichten gegenüberstehen. In den Augen der Flamen waren diese Spracherleichterungen damals als vorläufige Maßnahmen gedacht. Die Frankophonen in den flämischen Fazilitäten-Gemeinden sollten nach und nach die niederländische Sprache erlernen. Nach einer gewissen Zeit würden die Erleichterungen abgeschafft werden und die Gemeinden würden vollständig ins flämische Sprachgebiet einverleibt. Dagegen sehen die Frankophonen die Spracherleichterungen als definitiv an (frz. droit acquis) und wollen keine Verletzung oder Abschwächung hinnehmen. Der Streit um die Spracherleichterungen wird bis heute in Bezug auf das „Peeters-Rundschreiben“ in den Brüsseler Randgemeinden ausgetragen (siehe weiter unten).

## Grundsatz: Die Sprachenfreiheit
Artikel 30 der belgischen Verfassung besagt: „Der Gebrauch der in Belgien gesprochenen Sprachen ist frei; er darf nur durch Gesetz und allein für Handlungen der öffentlichen Gewalt und für Gerichtsangelegenheiten geregelt werden“. Dieser Artikel stammt noch aus der ursprünglichen Verfassung aus dem Jahr 1831.
Daraus ist zu schließen, dass im Prinzip der Sprachengebrauch zwischen Privatpersonen in Belgien keinen Regeln unterliegt. Es ist zu bemerken, dass von den „in Belgien gesprochenen Sprachen“ die Rede ist. Gemeint sind die „drei offiziellen Landessprachen“, d. h. Niederländisch, Französisch und Deutsch (vgl. Art. 4 der Verfassung). Auch die Europäische Menschenrechtskonvention, die in Belgien uneingeschränkt wirksam ist, sieht in ihren Artikeln 5, § 2 und 6, § 3, a. die Sprachenfreiheit (bei strafrechtlichen Angelegenheiten) vor. Zuletzt verbieten die Artikel 10 und 11 der Verfassung jegliche Diskriminierung, Diskriminierungen aufgrund der Sprache inbegriffen. Außer bei gerichtlichen Prozessen (siehe unten) gibt es keinen besonderen rechtlichen Schutz für die anderen in Belgien gesprochenen Sprachen und Dialekte.
Im gleichen Atemzug sieht der Artikel 30 aber auch eine Eingrenzung dieser Freiheit für gewisse Aspekte des Sprachengebrauchs vor. Diese Einschränkungen bilden Ausnahmen zum Prinzip und müssen deshalb restriktiv ausgelegt werden.
Der Artikel 30 muss auch zusammen mit dem Artikel 129 der Verfassung gelesen werden. Dieser letzte gibt der Flämischen und der Französischen Gemeinschaft einige eigene Zuständigkeiten in Sachen Sprachgebrauch, nämlich den Gebrauch der Sprachen für „die Verwaltungsangelegenheiten […] [,] den Unterricht in den von den öffentlichen Behörden geschaffenen, bezuschußten oder anerkannten Einrichtungen [und für] die sozialen Beziehungen zwischen den Arbeitgebern und ihrem Personal sowie die durch Gesetz und Verordnungen vorgeschriebenen Handlungen und Dokumente der Unternehmen“. Die Deutschsprachige Gemeinschaft verfügt laut Artikel 130, § 1, Nr. 5 für den Sprachengebrauch nur über eine eigene Zuständigkeit im Unterrichtswesen. Diese Zuständigkeiten stellen eine weitere Einschränkung der allgemeinen Sprachfreiheit dar. Die Zuständigkeit der Gemeinschaften selbst wird einerseits durch die Sprachgrenze (Art. 4 der Verfassung) und das „Territorialitätsprinzip“ begrenzt: Die Regeln der Gemeinschaften gelten nur auf ihrem Hoheitsgebiet. Andererseits schließt Artikel 129, § 2 gewisse Gebiete von der Zuständigkeit der Gemeinschaften aus und behält sie dem föderalen Gesetzgeber vor.
Im Nachfolgenden werden einige der belgischen Sprachengesetze vorgestellt.

## Sprachengebrauch in Gesetzgebungsangelegenheiten

### Föderalstaat

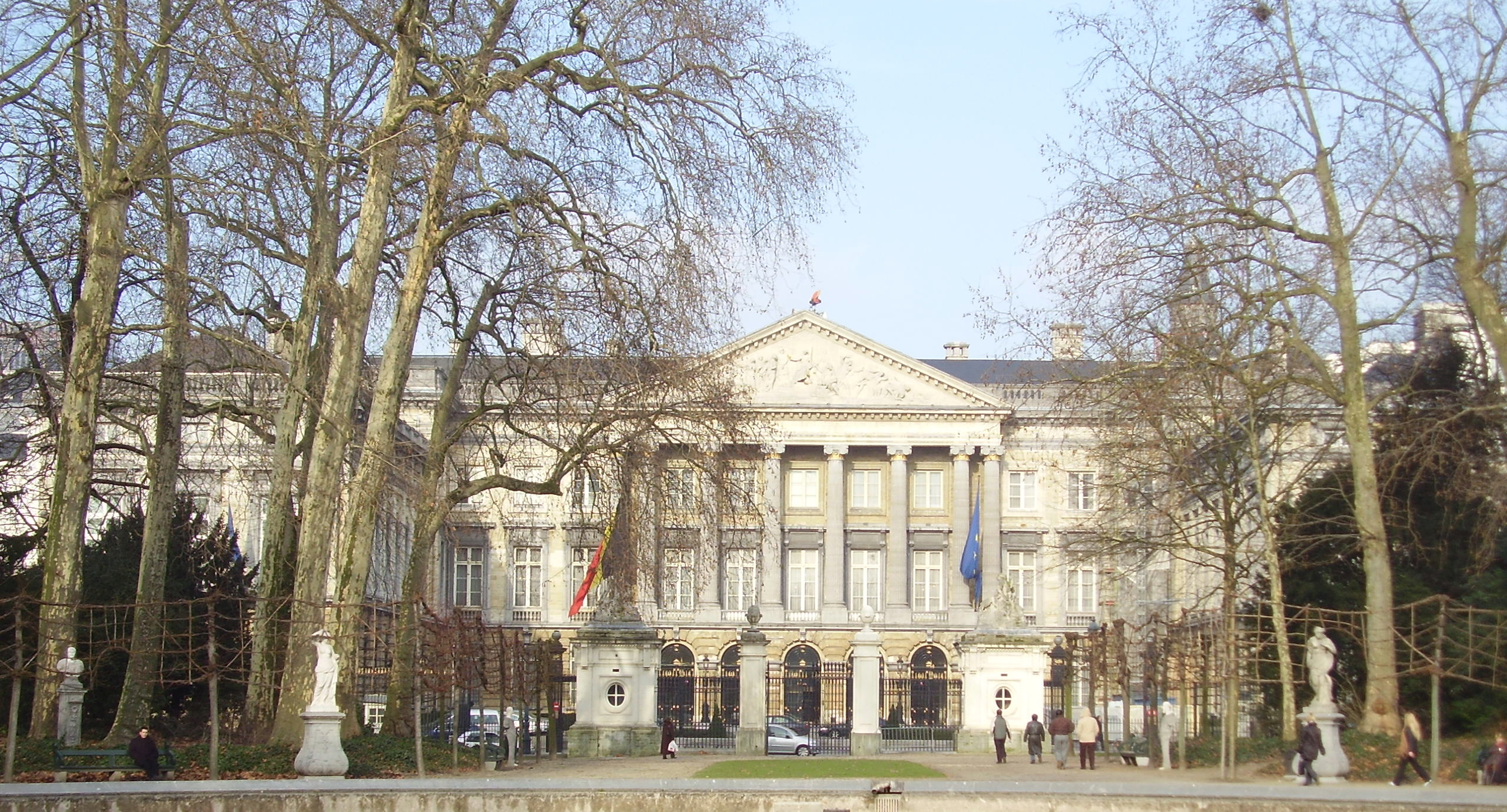
Der Palast der Nation, Sitz des föderalen Parlamentes

Das Gesetz vom 31. Mai 1961 über den Sprachengebrauch in Gesetzgebungsangelegenheiten, die Gestaltung, die Veröffentlichung und das Inkrafttreten von Gesetzes- und Verordnungstexten legt den Gebrauch der Sprache für die Regeltexte der föderalen Ebene fest.
Ausgangspunkt ist die absolute Gleichberechtigung des Niederländischen und des Französischen ohne Vorrang einer Sprache gegenüber der anderen bei der Verabschiedung, Sanktion, Ausfertigung und Veröffentlichung von föderalen Gesetzen im Belgischen Staatsblatt (Art. 1 und 7). Wird ein Gesetzesentwurf von der Regierung in der Abgeordnetenkammer oder im Senat hinterlegt, muss dieser Entwurf auch in beiden Sprachen verfasst sein (Art. 2). Bei ihrer Veröffentlichung im Belgischen Staatsblatt werden die Regeltexte in beiden Sprachen einander gegenüberstehend angezeigt (Art. 4).
Obwohl die deutsche Sprache eine offizielle Landessprache Belgiens ist, hat sie nicht denselben Status wie die zwei anderen Sprachen. Es können zwar auch deutsche Übersetzungen der föderalen Gesetze veröffentlicht werden, doch geschieht dies in sehr unregelmäßigen Zeitabständen. Übersetzt werden die Texte von der Zentralen Dienststelle für deutsche Übersetzungen (ZDDÜ/SCTA) in Malmedy. Am 21. April 2007 wurde eine Reihe Gesetze verabschiedet (die „Collas-Gesetze“, benannt nach dem ehemaligen deutschsprachigen Senator Berni Collas), die eine zügigere Übersetzung ins Deutsche beabsichtigen.

### Gemeinschaften und Regionen
Der Sprachengebrauch in den legislativen Rechtstexten der Gemeinschaften und Regionen (sogenannte „Dekrete“ bzw. – wenn es um Texte der Region Brüssel-Hauptstadt geht – „Ordonnanzen“) wird im Sondergesetz vom 8. August 1980 zur Reform der Institutionen, im Gesetz vom 31. Dezember 1983 über institutionelle Reformen für die Deutschsprachige Gemeinschaft und im Sondergesetz vom 12. Januar 1989 über die Brüsseler Institutionen festgehalten:
- Die Dekrete des Flämischen Parlamentes werden in niederländischer Sprache verabschiedet, aber sie werden bei ihrer Veröffentlichung von einer französischen Übersetzung begleitet.
- Die Dekrete des Parlamentes der Französischen Gemeinschaft werden in französischer Sprache verabschiedet und mit einer niederländischen Übersetzung im Staatsblatt veröffentlicht.
- Die Dekrete des Parlaments der Wallonischen Region werden in französischer Sprache verabschiedet, aber systematisch mit einer deutschen und einer niederländischen Übersetzung bei der Veröffentlichung versehen (Art. 55 des Sondergesetzes vom 8. August 1980).
- Die Dekrete der Deutschsprachigen Gemeinschaft werden in deutscher Sprache verabschiedet, aber auch in das Französische und Niederländische übersetzt (Art. 47 des Gesetzes vom 31. Dezember 1983).
- Die Ordonnanzen der Region Brüssel-Hauptstadt werden – wie auch für den Föderalstaat – in französischer und niederländischer Sprache verabschiedet und auch so veröffentlicht (Art. 33 des Sondergesetzes vom 12. Januar 1989).

## Sprachengebrauch in Verwaltungsangelegenheiten

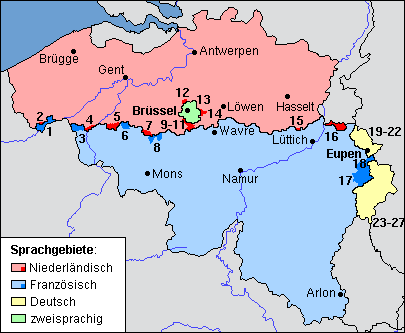
Die Einteilung Belgiens in Sprachgebiete; die Gemeinden mit Spracherleichterungen sind nummeriert.

Die koordinierte Gesetzgebung vom 18. Juli 1966 über den Sprachengebrauch in Verwaltungsangelegenheiten legt fest, in welcher Sprache die Verwaltung mit ihren Bürgern kommuniziert. Obwohl die Flämische und die Französische Gemeinschaft aufgrund von Artikel 129, § 1, Nr. 1 der Verfassung für den Sprachengebrauch in Verwaltungsangelegenheiten zuständig sind, hat es in dieser Materie nur wenige „Anfüllungen“ der erwähnten föderalen Gesetzgebung gegeben. Der Sprachengebrauch der Verwaltung ist in Belgien seit jeher eine äußerst sensible Angelegenheit und erzeugt auch heute noch erhebliche Spannungen zwischen Flamen und Wallonen.
Der Sprachengebrauch in Verwaltungsangelegenheiten ist unterschiedlich, je nachdem wo man sich in Belgien befindet. Es werden verschiedene Regeln für folgende Gebiete vorgesehen:
- das homogene niederländische Sprachgebiet, d. h. ohne Brüsseler Randgemeinden oder Gemeinden entlang der Sprachgrenze;
- das homogene französische Sprachgebiet, d. h. ohne Gemeinden entlang der Sprachgrenze oder Malmedyer Gemeinden;
- das deutsche Sprachgebiet (Nrn. 19–27 auf der Karte anbei), d. h. das Gebiet, das mit dem der Deutschsprachigen Gemeinschaft Belgiens deckungsgleich ist;
- das zweisprachige Gebiet Brüssel-Hauptstadt, d. h. das Gebiet, das mit dem der Region Brüssel-Hauptstadt deckungsgleich ist;
- die Brüsseler Randgemeinden mit Spracherleichterungen, d. h. das Gebiet der Gemeinden Drogenbos (9), Linkebeek (10), Sint-Genesius-Rode (frz. Rhode-Saint-Genèse) (11), Wemmel (12), Kraainem (frz. Crainhem) (13) und Wezembeek-Oppem (14);
- die Gemeinden entlang der Sprachgrenze, die besondere Spracherleichterungen besitzen, d. h. die Gemeinden Mesen (frz. Messines) (2), Spiere-Helkijn, (frz. Espierres-Helchin) (4), Ronse (frz. Renaix) (5), Bever (frz. Biévène) (7), Herstappe (15), Voeren (frz. Fourons) (16) (flämische Gemeinden mit Erleichterungen für die frankophone Bevölkerung) und die Gemeinden Comines-Warneton (ndl. Komen-Waasten) (1), Mouscron (ndl. Moeskroen) (3), Flobecq (ndl. Vloesberg) (6), Enghien (ndl. Edingen) (8) (wallonische Gemeinden mit Erleichterungen für die niederländischsprachige Bevölkerung);
- die sogenannten Malmedyer Gemeinden, d. h. das Gebiet der Gemeinden Malmedy (17) und Waimes (dt. Weismes) (18) mit Spracherleichterungen für die deutschsprachige Minderheit.

Innerhalb eines jeden Sprachgebietes sieht das Gesetz verschiedene Regeln je nach Verwaltungsebene vor. Die Verwaltung wird in drei Ebenen eingeteilt, eine lokale, eine regionale und eine, die sich auf das ganze Land erstreckt. Die Gemeinschaften und Regionen werden nicht in der koordinierten Gesetzgebung von 1966 behandelt. Die Regeln über den Sprachengebrauch werden in den sie betreffenden Sonder- und einfachen Gesetzen behandelt.

### Lokale Dienststellen
Die koordinierte Gesetzgebung versteht unter lokalen Dienststellen „die Dienststellen, deren Tätigkeitsbereich sich nicht auf mehr als eine Gemeinde erstreckt“ (Art. 9). Dazu zählen also die Verwaltung, der Bürgermeister und das Öffentliche Sozialhilfezentrum (ÖSHZ) einer Gemeinde.
In der Gesetzgebung wird der Sprachengebrauch der lokalen Dienststellen mit anderen Verwaltungen (Art. 10) und mit Privatpersonen (einschließlich Gesellschaften) (Art. 11 bis 14) geregelt. Auch die Sprachkompetenz der Beamten wird geregelt (Art. 15). Für das zweisprachige Gebiet Brüssel-Hauptstadt und die Brüsseler Randgemeinden werden ganz besondere Regeln vorgesehen (Art. 17 bis 31).
Abweichungen von diesen Regeln sind theoretisch auch für die Gemeinden Baelen (einschließlich Membach), Plombières (früher nur für Gemmenich, Hombourg, Montzen, Moresnet und Sippenaeken) und Welkenraedt (einschließlich Henri-Chapelle) möglich (besonders zum Schutz der dortigen deutschsprachigen Minderheit). Diese Abweichungen müssen durch einen Königlichen Erlass vorgesehen werden, der durch Gesetz bestätigt werden muss (Art. 16); dies ist jedoch noch nie geschehen.

#### Niederländisches und französisches Sprachgebiet
Der Sprachengebrauch gegenüber Privatpersonen in lokalen Dienststellen des homogenen niederländischen und des französischen Sprachgebiets ist im Prinzip der gleiche. Er kann wie folgt zusammengefasst werden:
- Beziehungen mit Privatpersonen: Niederländisch bzw. Französisch, mit der Möglichkeit eine andere offizielle Landessprache zu gebrauchen, wenn einem Bewohner eines anderen Sprachgebietes geantwortet wird;
- für die Öffentlichkeit bestimmte Bekanntmachungen und Mitteilungen: Niederländisch bzw. Französisch, aber in Gemeinden mit Tourismuszentren kann der Gemeinderat beschließen, diese Bekanntmachungen und Mitteilungen in mindestens drei Sprachen abzufassen;
- für die Öffentlichkeit bestimmte Formulare: Niederländisch bzw. Französisch;
- Urkunden, die sich auf Privatpersonen beziehen: Niederländisch bzw. Französisch, mit der Möglichkeit, sich kostenlos eine Übersetzung in eine der anderen Landessprachen aushändigen zu lassen, falls die Notwendigkeit nachgewiesen werden kann;
- Bescheinigungen, Erklärungen und Genehmigungen für Privatpersonen: Niederländisch bzw. Französisch, mit der Möglichkeit, sich kostenlos eine Übersetzung in eine der anderen Landessprachen aushändigen zu lassen, falls die Notwendigkeit nachgewiesen werden kann.

Lokale Dienststellen im niederländischen oder im französischen Sprachgebiet bedienen sich in ihren Innendiensten, in ihren Beziehungen mit Dienststellen, denen sie unterstehen, und in ihren Beziehungen mit anderen Dienststellen des gleichen Sprachgebietes und von Brüssel-Hauptstadt ausschließlich der Sprache ihres Gebietes. Zudem bedienen sich lokale Dienststellen im niederländischen Sprachgebiet in ihren Beziehungen mit Dienststellen in den Randgemeinden der niederländischen Sprache.
Bezüglich Sprachenkenntnis der Beamten darf niemand in ein Amt oder eine Stelle ernannt oder befördert werden, wenn er die Sprache des Gebietes nicht beherrscht. Die Kenntnis der Sprache wird durch die Sprache der erforderten Diplome ermittelt. Es ist aber auch möglich, seine Sprachkompetenz bei einer externen Prüfung zu beweisen.

#### Deutsches Sprachgebiet
Für das deutsche Sprachgebiet gelten folgende Regelungen:
- Beziehungen mit Privatpersonen: Deutsch oder Französisch, je nachdem in welcher Sprache sich die Person an die Verwaltung richtet;
- für die Öffentlichkeit bestimmte Bekanntmachungen und Mitteilungen: Deutsch und Französisch mit Vorrang fürs Deutsche, aber in Gemeinden mit Tourismuszentren kann der Gemeinderat beschließen, diese Bekanntmachungen und Mitteilungen in mindestens drei Sprachen abzufassen;
- Bekanntmachungen der Standesämter: Deutsch oder gegebenenfalls in der Sprache der Übersetzung, falls die betroffene Person sich kostenlos eine Übersetzung in eine der anderen Landessprachen aushändigen lassen will und die Notwendigkeit nachgewiesen werden kann;
- für die Öffentlichkeit bestimmte Formulare: Deutsch und Französisch;
- Urkunden, die sich auf Privatpersonen beziehen: Deutsch, mit der Möglichkeit, sich kostenlos ohne Begründung oder Rechtfertigung eine französische Übersetzung aushändigen zu lassen;
- Bescheinigungen, Erklärungen und Genehmigungen für Privatpersonen: Deutsch oder Französisch.

Lokale Dienststellen im deutschen Sprachgebiet bedienen sich in ihren Innendiensten, in ihren Beziehungen mit Dienststellen, denen sie unterstehen, und in ihren Beziehungen mit anderen Dienststellen des gleichen Sprachgebietes und von Brüssel-Hauptstadt ausschließlich der Sprache ihres Gebietes. Sie können jedoch den Unterlagen, die sie an Dienststellen, denen sie unterstehen, und an Dienststellen von Brüssel-Hauptstadt senden, eine Übersetzung beifügen, wenn sie dies für notwendig erachten.
Auch hier gilt bezüglich Sprachenkenntnis der Beamten, dass niemand in ein Amt oder eine Stelle ernannt oder befördert werden darf, wenn er die deutsche Sprache nicht beherrscht. Die Kenntnis der Sprache wird durch die Sprache der erforderten Diplome ermittelt. Es ist aber auch möglich, seine Sprachkompetenz bei einer externen Prüfung zu beweisen. Zudem ist erforderlich, dass „die Dienststellen so organisiert [werden], dass die Öffentlichkeit sich ohne die geringste Schwierigkeit der französischen oder der deutschen Sprache bedienen kann“.

#### Zweisprachiges Gebiet Brüssel-Hauptstadt
Für das zweisprachige Gebiet Brüssel-Hauptstadt gelten folgende Regelungen:
- Beziehungen mit Privatpersonen: Niederländisch oder Französisch, je nachdem in welcher Sprache sich die Person an die Verwaltung richtet;
- für die Öffentlichkeit bestimmte Bekanntmachungen und Mitteilungen: Niederländisch und Französisch gleichberechtigt;
- Bekanntmachungen der Standesämter: die Sprache der Urkunde, auf die sich die Bekanntmachung bezieht;
- für die Öffentlichkeit bestimmte Formulare: Niederländisch und Französisch gleichberechtigt;
- Urkunden, die sich auf Privatpersonen beziehen: Niederländisch und Französisch, je nach Wunsch der Interessenten;
- Bescheinigungen, Erklärungen und Genehmigungen für Privatpersonen: Niederländisch und Französisch, je nach Wunsch der Interessenten.

Lokale Dienststellen in Brüssel-Hauptstadt bedienen sich in ihren Innendiensten, in ihren Beziehungen mit Dienststellen, denen sie unterstehen, und in ihren Beziehungen mit anderen Dienststellen von Brüssel-Hauptstadt ohne Inanspruchnahme von Übersetzern je nach folgenden Unterscheidungen der französischen oder der niederländischen Sprache:
A. Wenn die Angelegenheit begrenzt oder begrenzbar ist:
1. ausschließlich auf das französische oder niederländische Sprachgebiet: der Sprache dieses Gebietes,
2. gleichzeitig auf Brüssel-Hauptstadt und auf das französische oder niederländische Sprachgebiet: der Sprache dieses Gebietes,
3. gleichzeitig auf das französische und niederländische Sprachgebiet: der Sprache des Gebietes, in dem die Angelegenheit ihren Ursprung hat,
4. gleichzeitig auf das französische und niederländische Sprachgebiet und auf Brüssel-Hauptstadt, wenn die Angelegenheit ihren Ursprung in einem der zwei ersten Gebiete hat: der Sprache dieses Gebietes,
5. gleichzeitig auf das französische und niederländische Sprachgebiet und auf Brüssel-Hauptstadt, wenn die Angelegenheit ihren Ursprung in letzterer hat: der nachstehend unter Buchstabe B) vorgeschriebenen Sprache,
6. ausschließlich auf Brüssel-Hauptstadt: der nachstehend unter Buchstabe B) vorgeschriebenen Sprache,

B. Wenn die Angelegenheit örtlich weder begrenzt noch begrenzbar ist:
1. wenn sie sich auf einen Bediensteten einer Dienststelle bezieht: der Sprache, in der dieser seine Zulassungsprüfung abgelegt hat oder, in Ermangelung einer solchen Prüfung, der Sprache der Gruppe, der der Betreffende aufgrund seiner Hauptsprache angehört,
2. wenn sie von einer Privatperson eingeleitet wurde: der Sprache, der diese Person sich bedient hat,
3. in allen anderen Fällen: der Sprache, in der der Bedienstete, dem die Angelegenheit anvertraut wird, seine Zulassungsprüfung abgelegt hat. Wenn dieser Bedienstete keine Zulassungsprüfung abgelegt hat, bedient er sich seiner Hauptsprache.

Lokale Dienststellen von Brüssel-Hauptstadt bedienen sich in ihren Beziehungen mit Dienststellen des französischen oder des niederländischen Sprachgebietes der Sprache dieses Gebietes. Dienstanweisungen und andere Anweisungen, die an das Personal gerichtet sind, und Formulare, die für den Innendienst bestimmt sind, werden in Französisch und in Niederländisch aufgesetzt.
Für die Sprachkompetenz der Beamten sieht die koordinierte Gesetzgebung Folgendes vor: Bewerber um ein Amt oder eine Stelle in lokalen Dienststellen in Brüssel-Hauptstadt müssen eine Zulassungsprüfung in der „anderen Sprache“ ablegen, in der Grundkenntnisse der Sprache beweisen muss (Ausgangssprache ist die des erforderlichen Diploms). Ferner heißt es jedoch, dass „niemand in eine Stelle oder ein Amt ernannt oder befördert werden [darf], in der beziehungsweise dem der Inhaber mit der Öffentlichkeit in Kontakt steht, wenn er nicht durch eine zusätzliche Teilprüfung oder eine Sonderprüfung mündlich nachweist, dass er ausreichende Kenntnisse oder Grundkenntnisse besitzt, die dem von ihm zu bekleidenden Amt entsprechen“. Es gibt Abweichungen für das „Fach- und Arbeiterpersonal“ (keine Sprachenprüfung) und für das „höhere Personal“ (strengere Prüfung) Laut der koordinierten Gesetzgebung müssen die Verwaltungen der Gemeinden und der öffentlich-rechtlichen Personen, die den Gemeinden unterstehen, bei der Anwerbung des Personals mindestens fünfzig Prozent der zu vergebenden Stellen in gleichem Maße auf die beiden Sprachgruppen verteilen.

#### Sonderfall: Brüsseler Randgemeinden
Der Sprachengebrauch gegenüber Privatpersonen in lokalen Dienststellen der Brüsseler Randgemeinden, die gewisse Fazilitäten besitzen, kann wie folgt zusammengefasst werden:
- Beziehungen mit Privatpersonen: Niederländisch oder Französisch, je nachdem in welcher Sprache sich die Person an die Verwaltung richtet;
- Beziehungen mit Privatunternehmen aus Gemeinden, die aus einem homogenen Sprachgebiet stammen: die Sprache des Gebietes, in der sich die Herkunftsgemeinde befindet;
- für die Öffentlichkeit bestimmte Bekanntmachungen und Mitteilungen: Niederländisch und Französisch mit Vorrang fürs Niederländische;
- Bekanntmachungen der Standesämter: die Sprache der Urkunde, auf die sich die Bekanntmachung bezieht;
- für die Öffentlichkeit bestimmte Formulare: Niederländisch und Französisch;
- Urkunden, die sich auf Privatpersonen beziehen:
  - für Drogenbos, Kraainem, Linkebeek und Wemmel: Niederländisch oder Französisch, je nach Wunsch der Interessehabenden;
  - für Sint-Genesius-Rode und Wezembeek-Oppem: Niederländisch, mit der Möglichkeit, sich kostenlos ohne Begründung oder Rechtfertigung eine französische Übersetzung aushändigen zu lassen;
- Bescheinigungen, Erklärungen und Genehmigungen für Privatpersonen: Niederländisch oder Französisch, je nach Wunsch der Interessenten.

Lokale Dienststellen in den Brüsseler Randgemeinden bedienen sich in ihren Innendiensten, in ihren Beziehungen mit Dienststellen, denen sie unterstehen, und in ihren Beziehungen mit Dienststellen des niederländischen Sprachgebietes und von Brüssel-Hauptstadt ausschließlich der niederländischen Sprache.
In lokalen Dienststellen der Randgemeinden darf niemand in ein Amt ernannt oder befördert werden, wenn er die niederländische Sprache nicht beherrscht. Bewerber werden nur zur Prüfung zugelassen, wenn aus den erforderlichen Diplomen hervorgeht, dass sie in der niederländischen Sprache unterrichtet wurden. In Ermangelung eines solchen Diploms muss die Kenntnis der Sprache vorher durch eine Prüfung nachgewiesen werden.
Der Sprachengebrauch in den Brüsseler Randgemeinden, mag er auch völlig unproblematisch scheinen, ist einer der größten Konfliktherde im flämisch-wallonischen Konflikt. Ein Rundschreiben des ehemaligen flämischen Ministers Leo Peeters aus dem Jahr 1997, in Belgien als das „Peeters-Rundschreiben“ bekannt, schreibt in der Tat vor, dass wenn in den Randgemeinden ein französischsprachiger Bürger Informationen in französischer Sprache von der Gemeindeverwaltung erhalten will, er jedes Mal eine neue ausdrückliche Anfrage einreichen muss. Die allgemeine Interpretation der französischsprachigen Seite, insbesondere seitens der Partei FDF (Front démocratique des francophones), lautet jedoch, dass ein Bürger nur ein einziges Mal zu beantragen braucht, dass er in französischer Sprache mit der Gemeindeverwaltung in Kontakt treten möchte und dass diese Bitte so lange gilt, bis dass der Bürger sie zurückzieht. Die flämische Kammer des Staatsrates hat im Jahre 2004 in einer Reihe von vier Urteilen entgegen dem Gutachten des (flämischen) Auditors die flämische Interpretation des Gesetzes bekräftigt, doch werden diese Urteile von den meisten Frankophonen als parteiisch und rein politisch abgetan und deshalb auch als unrechtmäßig betrachtet. Die Rechtsprechung wurde jedoch im Jahre 2008 vom Staatsrat bestätigt.
Eine direkte Folge der verschiedenen Interpretationen der Gesetzgebung war, dass drei Bürgermeister des FDF (aus den Gemeinden Kraainem, Wezembeek-Oppem und Linkebeek), die – gemäß der frankophonen Interpretation – Wahlvorladungen, die an frankophone Wähler ihrer Gemeinden gerichtet waren, direkt in französischer Sprache verschickt hatten, wegen der Verletzung der Sprachengesetzgebung vom flämischen Innenminister Marino Keulen nicht ernannt wurden, obwohl sie bei den Gemeinderatswahlen von 2006 die Mehrheit in ihrer Gemeinde erlangt hatten. Diese französischsprachigen Wahlvorladungen durften in der Tat – laut der flämischen Interpretation – allein verschickt werden, nachdem zuerst eine niederländische Wahlvorladung an alle Bürger der Gemeinde verschickt wurde und nachdem, in einem weiteren Schritt, eine offizielle Anfrage für eine französischsprachige Wahlvorladung der Gemeinde vorlag. Diese drei Bürgermeister wurden von der flämischen Seite aufs Schärfste kritisiert, während sie von frankophoner Seite vollste Unterstützung genießen konnten. Somit erlangte die Angelegenheit einen symbolischen Wert, sowohl auf flämischer als auch auf wallonischer Seite, was eine eventuelle Kompromisslösung erschwert. Besonders dieses Dossier verhinderte auch die Erarbeitung einer neuen Staatsreform nach den Föderalwahlen von 2007 und führten dazu, dass der Regierungsbildner Yves Leterme sich zurückziehen musste und unter Guy Verhofstadt eine Übergangsregierung gebildet wurde. Bis heute sind die drei Bürgermeister immer noch nicht ernannt und müssen seit 2006 den Titel „scheidender Bürgermeister“ tragen.

#### Sonderfall: Sprachgrenzgemeinden
Der Sprachengebrauch gegenüber Privatpersonen in lokalen Dienststellen in den Gemeinden entlang der Sprachgrenze, die über Spracherleichterungen verfügen, kann wie folgt zusammengefasst werden:
- Beziehungen mit Privatpersonen: Niederländisch oder Französisch, je nachdem in welcher Sprache sich die Person an die Verwaltung richtet;
- für die Öffentlichkeit bestimmte Bekanntmachungen und Mitteilungen: Niederländisch und Französisch mit Vorrang für die Sprache des Sprachgebietes, in dem sich die Gemeinde befindet, aber in Gemeinden mit Tourismuszentren kann der Gemeinderat beschließen, diese Bekanntmachungen und Mitteilungen in mindestens drei Sprachen abzufassen;
- Bekanntmachungen der Standesämter: die Sprache der Urkunde, auf die sich bezogen wird, oder gegebenenfalls in der Sprache der Übersetzung, falls die betroffene Person sich kostenlos ohne Begründung oder Rechtfertigung eine Übersetzung in eine der anderen Landessprachen aushändigen lassen will;
- für die Öffentlichkeit bestimmte Formulare: ausschließlich die Sprache des Sprachgebietes, in dem sich die Gemeinde befindet;[38]
- Urkunden, die sich auf Privatpersonen beziehen: die Sprache des Sprachgebietes, in dem sich die Gemeinde befindet, mit der Möglichkeit einer kostenlosen Übersetzung, falls die betroffene Person sich ohne Begründung oder Rechtfertigung eine solche aushändigen lassen will;
- Bescheinigungen für Privatpersonen: Niederländisch oder Französisch, je nach Wunsch der Interessenten.
- Genehmigungen und Erklärungen für Privatpersonen: Die Sprache des Sprachgebietes, in dem sich die Gemeinde befindet, eine kostenlose Übersetzung kann ausgehändigt werden, wenn der Interessent die Notwendigkeit nachweisen kann.[38]

Was die Sprachkompetenz der Beamten betrifft, so sind die Regeln des niederländischen bzw. französischen Sprachgebiets anwendbar (siehe oben). Sie unterscheidet sich jedoch grundsätzlich vom homogenen Sprachgebiet, indem:
- die Ämter als Gemeindesekretär, Gemeindeeinnehmer, Polizeikommissar und Sekretär oder Einnehmer der Öffentlichen Sozialhilfezentren (ÖSHZ) nur Bewerbern zugänglich sind, die über ausreichende Kenntnisse der „zweiten Sprache“ verfügen;
- in Gemeindeverwaltungen und in Verwaltungen öffentlich-rechtlicher Personen, die den Gemeinden unterstellt sind, niemand eine Stelle bekleiden darf, in der er mit der Öffentlichkeit in Kontakt kommt, wenn er nicht über Grundkenntnisse der zweiten Sprache verfügt.

Für die restlichen Aspekte des Sprachengebrauchs sind die Regeln anwendbar, die auch für das betroffene Sprachgebiet gelten.

#### Sonderfall: Malmedyer Gemeinden
Der Sprachengebrauch gegenüber Privatpersonen in lokalen Dienststellen in den sogenannten „Malmedyer Gemeinden“ (Gemeinden Malmedy und Weismes) kann wie folgt zusammengefasst werden:
- Beziehungen mit Privatpersonen: Französisch oder Deutsch, je nachdem in welcher Sprache sich die Person an die Verwaltung richtet;
- für die Öffentlichkeit bestimmte Bekanntmachungen und Mitteilungen: Französisch oder, falls der Gemeinderat es beschließt, Französisch und Deutsch mit Vorrang für das Französische, aber in Gemeinden mit Tourismuszentren kann der Gemeinderat beschließen, diese Bekanntmachungen und Mitteilungen in mindestens drei Sprachen abzufassen;
- Bekanntmachungen der Standesämter: die Sprache der Urkunde, auf die sich bezogen wird, oder gegebenenfalls in der Sprache der Übersetzung, falls die betroffene Person sich kostenlos ohne Begründung oder Rechtfertigung eine Übersetzung in eine der anderen Landessprachen aushändigen lassen will;
- für die Öffentlichkeit bestimmte Formulare: Französisch oder, falls der Gemeinderat es beschließt, Französisch und Deutsch mit Vorrang für das Französische;
- Urkunden, die sich auf Privatpersonen beziehen: Französisch mit der Möglichkeit einer nicht zu begründenden oder zu rechtfertigenden kostenlosen Übersetzung, falls die betroffene Person sich eine solche aushändigen lassen will;
- Bescheinigungen, Erklärungen und Genehmigungen für Privatpersonen: Französisch oder Deutsch, je nach Wunsch der Interessenten.

Die Gesetzgebung geht nicht auf die Sprachkompetenz der Beamten ein. Es wird lediglich gefordert, dass „die Dienststellen so organisiert [werden], dass die Öffentlichkeit sich ohne die geringste Schwierigkeit der französischen oder der deutschen Sprache bedienen kann“.
Für die restlichen Aspekte des Sprachengebrauchs sind die Regeln anwendbar, die auch für das französische Sprachgebiet gelten.

### Regionale Dienststellen
Unter regionalen Dienststellen versteht man jene Dienststellen, die sich auf mehr als eine Gemeinde aber nicht auf das ganze Land erstrecken (Art. 32 der koordinierten Gesetzgebung vom 18. Juli 1966). Dazu gehören unter anderem die Provinzräte und -kollegien, die Organe der Interkommunalen etc.
Auch hier hängt der Sprachengebrauch dieser Dienststellen von ihrem geografischen Zuständigkeitsgebiet ab. Die oben erwähnte Einteilung in homogenes niederländisches bzw. französisches Sprachgebiet, deutsches Sprachgebiet, zweisprachiges Gebiet Brüssel-Hauptstadt, sowie die Sonderfälle der Brüsseler Randgemeinden, der Sprachgrenzgemeinden und der Malmedyer Gemeinden hat ebenfalls für regionale Dienststellen Bestand.
Der Sprachengebrauch in regionalen Dienststellen und den lokalen Dienststellen ist in vielen Aspekten ähnlich (siehe oben). Folgende Punkte können jedoch hervorgehoben werden:
- Regionale Dienststellen, deren Sitz sich in Brüssel befindet, deren Zuständigkeitsbereich sich aber nur auf ein homogen einsprachiges Gebiet erstreckt, brauchen nur diese eine Sprache zu benutzen.
- Regionale Dienststellen, deren Zuständigkeitsbereich sich auf Sprachgrenzgemeinden oder Gemeinden des deutschen Sprachgebiets erstreckt und deren Sitz sich auch dort befinden, sind mutatis mutandis denselben Regeln unterworfen.
- Regionale Dienststellen bedienen sich in ihren Beziehungen mit lokalen Dienststellen, die in den Brüsseler Randgemeinden angesiedelt sind und die ihnen unterstehen, der niederländischen Sprache; gleiches gilt für regionale Dienststellen, die im niederländischen Sprachgebiet angesiedelt sind.

### Dienststellen auf Landesebene
Die letzte Kategorie von Dienststellen, die in der koordinierten Gesetzgebung über den Sprachengebrauch in Verwaltungsangelegenheiten erwähnt werden, sind die „Dienststellen, deren Tätigkeitsbereich sich auf das ganze Land erstreckt“ (Art. 39 ff. der koordinierten Gesetzgebung). Diese Dienststellen werden unterteilt in einerseits zentrale Dienststellen, wozu vor allem die Föderalen öffentlichen Dienste (FÖD) (früher „Ministerien“) zählen, und anderseits Ausführungsdienststellen, zu denen unter anderem das Nationalarchiv, das Königliche Meteorologische Institut oder der Flughafen Brüssel-Zaventem gehören. Besonders in den Beziehungen zu den Innendiensten unterliegen die letzteren weniger strengen sprachlichen Auflagen.
Der Sprachengebrauch gegenüber Privatpersonen in Dienststellen auf Landesebene kann wie folgt zusammengefasst werden:
- Beziehungen mit Privatpersonen: Niederländisch, Französisch oder Deutsch, je nachdem in welcher Sprache sich die Person an die Verwaltung richtet;
- Beziehungen mit privaten Unternehmen im homogenen niederländischen bzw. französischen Sprachgebiet: ausschließlich die Sprache des Sprachgebiets;
- für die Öffentlichkeit bestimmte Bekanntmachungen und Mitteilungen: Niederländisch und Französisch, gegebenenfalls auch Deutsch;
- für die Öffentlichkeit bestimmte Formulare: Niederländisch und Französisch, gegebenenfalls auch Deutsch;
- Urkunden, Bescheinigungen, Erklärungen und Genehmigungen für Privatpersonen: Niederländisch, Französisch oder Deutsch, je nach Wunsch der Interessenten.

In den Innendiensten der zentralen Dienststellen wird der Sprachengebrauch genauso geregelt wie in den lokalen Dienststellen der Region Brüssel-Hauptstadt (siehe oben). In ihren Beziehungen zu anderen Dienststellen benutzen diese Innendienste die Sprache des Sprachgebiets, auf dem die andere Dienststelle angesiedelt ist.
Die interne Organisation der zentralen Dienststelle, die auch die Sprachkompetenz der Beamten regelt, geschieht mittels sogenannter Sprachkader, die im Jahre 2002 anlässlich der sogenannten „Kopernikusreform“ des föderalen öffentlichen Dienstes neu gestaltet wurden. Es gibt demnach zwei Sprachkader: der niederländische und der französische. Daneben werden alle Beamten in eine Sprachrolle (niederländisch oder französisch) sortiert, je nachdem in welcher Sprache das erforderte Diplom erlangt wurde. Diese Einteilung in eine Sprachrolle ist im Prinzip unwiderruflich; je nach Sprachrolle können die Beamten nur in einen dementsprechenden Kader aufgenommen werden. Das Prinzip ist somit die Einsprachigkeit der Beamten. Es gibt keine separate deutschsprachige Sprachrolle. Es gibt jedoch Ausnahmen zu diesem Prinzip: Für alle höheren Positionen, Management- oder Führungspositionen gibt es drei Sprachkader, nämlich einen niederländischen, einen französischen und einen zweisprachigen. Die Prozentsätze der jeweiligen Kader werden in regelmäßigen Abständen durch Königlichen Erlass festgelegt.

### Dienste der Gemeinschaften und Regionen
Die Regeln in Bezug auf den Sprachengebrauch in den Diensten der Gemeinschaften und Regionen werden nicht in der koordinierten Gesetzgebung von 1966 festgehalten, sondern für Flandern, die Wallonische Region und die Französische Gemeinschaft im ordentlichen Gesetz vom 9. August 1980 zur Reform der Institutionen (Art. 35–44). Die Regeln für die Deutschsprachige Gemeinschaft befinden sich im Gesetz vom 31. Dezember 1983 über institutionelle Reformen für die Deutschsprachige Gemeinschaft (Art. 68–71) und die für die Region Brüssel-Hauptstadt geltenden Regeln im Gesetz vom 16. Juni 1989 über gewisse institutionelle Reformen (Art. 32–37).
- Flandern, Wallonische Region, Französische Gemeinschaft

In ihren jeweiligen homogenen Zuständigkeitsgebieten verwenden die Dienste der Flämischen Region bzw. Gemeinschaft (kurz: Flandern) die niederländische Sprache und die Dienste der Wallonischen Region und der Französischen Gemeinschaft die französische Sprache.
In den Gebieten mit Sonderstatus (Sprachgrenzgemeinden, Brüsseler Randgemeinden, Malmedyer Gemeinden, aber auch ggf. zweisprachiges Gebiet Brüssel-Hauptstadt oder deutsches Sprachgebiet) wenden sie die Regeln der koordinierten Gesetzgebung von 1966 an (siehe oben). Die Wallonische Region muss mit Diensten, die im deutschen Sprachgebiet angesiedelt sind, die deutsche Sprache benutzen.
Es sind ebenfalls besondere Bestimmungen vorgesehen für Dienststellen der erwähnten Gebietskörperschaften, die sich nur über einen Teil des gesamten Zuständigkeitsgebietes erstrecken.
- Deutschsprachige Gemeinschaft

Die Dienststellen der Deutschsprachigen Gemeinschaft sind den gleichen Regeln unterworfen wie die lokalen Dienststellen des deutschen Sprachgebietes (siehe oben), nur werden Bekanntmachungen und Formulare zuerst in deutscher Sprache veröffentlicht. Auf Anfrage kann eine französische Übersetzung ausgehändigt werden.
- Region Brüssel-Hauptstadt

Die Verwaltungssprachen in der Region Brüssel-Hauptstadt und für die Gemeinsame Gemeinschaftskommission sind Niederländisch und Französisch. Somit sind die Bestimmungen der koordinierten Gesetzgebung von 1966, was die lokalen Dienststellen im zweisprachigen Gebiet Brüssel-Hauptstadt betrifft, auch auf die Dienststellen der Region Brüssel-Hauptstadt anwendbar.

### Sanktionen
Die Sanktionen bei Nichtbeachtung der Sprachengesetzgebung werden in den Artikeln 57 bis 59 der koordinierten Gesetzgebung vom 18. Juli 1966 über den Sprachengebrauch in Verwaltungsangelegenheiten festgehalten.
- Die Beamten, die das Gesetz verletzen, werden disziplinarrechtlich bestraft. Für untergeordnete Behörden (bes. Gemeinden) kann bei Ausbleiben von Disziplinarstrafen die Aufsichtsbehörde (Regionalregierung oder Provinzgouverneur) diese Strafe selbst erteilen.
- Die Verwaltungsakte und -verordnungen, die hinsichtlich der Form oder des Inhalts gegen die Bestimmungen der Sprachengesetzgebung verstoßen, sind nichtig. Bei Formfehlern muss die Akte oder die Verordnung von der gleichen Behörde vorschriftsmäßig ersetzt werden. Bei inhaltlichen Fehlern wird die Verjährungsfrist für Streit- bzw. Verwaltungsverfahren unterbrochen. Die allgemeine Verjährungsfrist für Verstöße gegen die Sprachengesetzgebung beträgt fünf Jahre.

### Besonderheiten

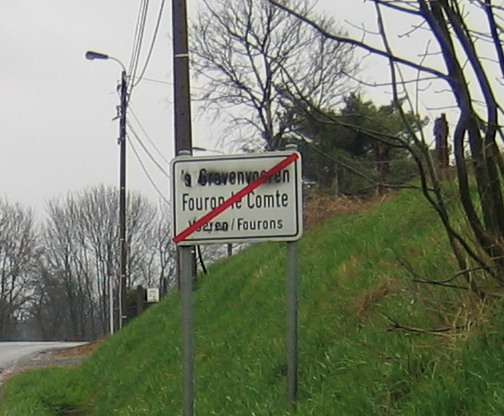
Der Sprachenstreit um die Gemeinde Voeren

Die Regeln zur Sprachkompetenz der Beamten wird in der koordinierten Gesetzgebung über den Sprachengebrauch in Verwaltungsangelegenheiten genau festgehalten. Doch auch die Frage der Sprachkompetenz der gewählten Mandatare und Volksvertreter, besonders auf Ebene der Gemeinden, war der Auslöser heftiger Auseinandersetzungen im flämisch-wallonischen Konflikt. Insbesondere in den achtziger Jahren entstand eine große Polemik um den Bürgermeister der Gemeinde Voeren (frz. Fourons), José Happart, der, obwohl seine Gemeinde sich im niederländischen Sprachgebiet befand, beinahe kein Wort Niederländisch sprach und sich weigerte, die Sprache zu lernen. Mit seiner Partei „Retour à Liège“ (Zurück nach Lüttich) war er in der Tat der Auffassung, dass die 1963 geschehene Übertragung der Gemeinde Voeren von der französischsprachigen Provinz Lüttich zur niederländischsprachigen Provinz Limburg rückgängig gemacht werden sollte. Die niederländischsprachige Kammer des Staatsrates hatte somit die Ernennung Happarts für nichtig erklärt. Der daraus folgende Streit, der nicht selten gewaltsam ausgetragen wurde, sollte sogar das Scheitern der belgischen Regierung unter Wilfried Martens zur Folge haben.
Die Krise in Voeren wurde nach den Neuwahlen von 1987 gelöst, indem durch ein Gesetz vom 9. August 1988 das Gemeindewahlgesetz vom 4. August 1932 abgeändert wurde. Der heutige Artikel 68bis sieht seitdem vor, dass jedes Gemeinderatsmitglied, jeder Schöffe und jeder Bürgermeister der Gemeinden mit Sonderstatut die Sprache des Sprachgebiets kennen muss. Diese Kenntnis wird vorausgesetzt. Nur für direkt gewählte Mandatare (sprich Gemeinderatsmitglieder) gilt durch ihre Wahl eine unwiderlegbare Vermutung der Sprachenkenntnis. Für die Schöffen und Bürgermeister jedoch kann diese Vermutung auf Anfrage eines Gemeinderatsmitgliedes widerlegt werden, wenn das Mitglied schwerwiegende Beweise vorbringen kann. In diesem Fall wird die Sache an den Staatsrat weitergeleitet, der die Sachlage überprüft. Stellt sich heraus, dass die Sprache des Sprachgebietes tatsächlich nicht beherrscht wird, wird die Ernennung des Bürgermeisters für nichtig erklärt.

## Sprachengebrauch im Gerichtswesen
Der Sprachengebrauch für die ordentlichen Gerichte wird durch ein Gesetz vom 15. Juni 1935 geregelt. Daneben gibt es besondere Regeln für den Gebrauch der Sprachen vor dem Staatsrat oder dem Verfassungsgerichtshof, die in den jeweiligen Grundlagengesetzen festgehalten werden, d. h. in der koordinierten Gesetzgebung über den Staatsrat vom 12. Januar 1973 und im Sondergesetz vom 6. Januar 1989 über den Schiedshof.

### Ordentliche Gerichte

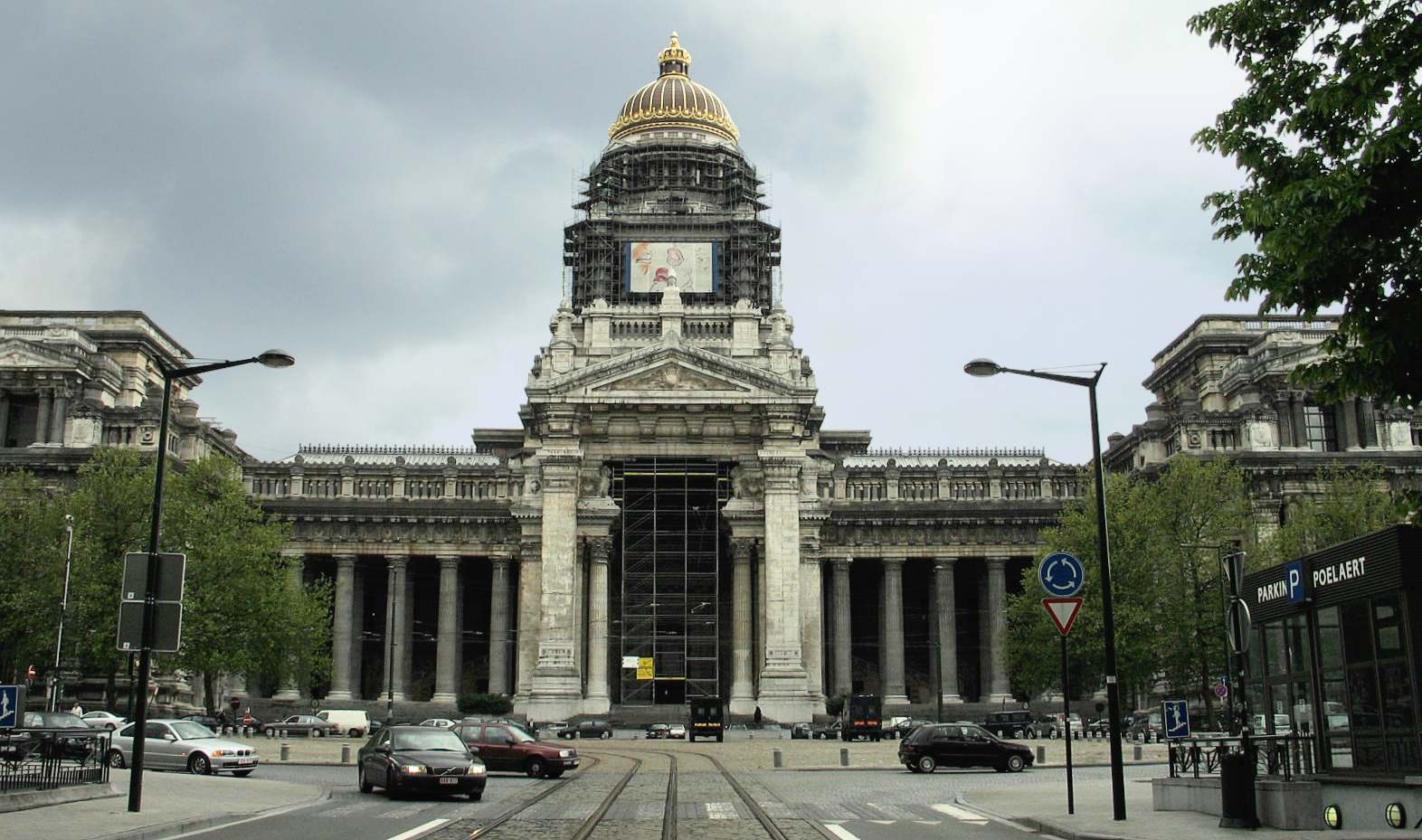
Der Brüsseler Justizpalast

Innerhalb der ordentlichen Gerichte (oder der „Judikativen“) hängt die Sprachenregelung zum einen vom Rechtsgebiet ab (Zivil-, Handels- und Arbeitsrecht einerseits, Strafrecht andererseits), und zum anderen von der Hierarchie der Gerichte (Gericht Erster Instanz, Appellationshof, Kassationshof).

#### Zivil-, Handels- und Arbeitsgerichte
Das Prinzip für die Zivil-, Handels- und Arbeitsgerichte in Erster Instanz (einschließlich des Friedensrichters) ist die Einsprachigkeit in den einsprachigen Gerichtsbezirken, die mit Ausnahme der Provinzen Flämisch-Brabant und Lüttich sowie der Hauptstadtregion deckungsgleich mit den Provinzen sind. So kann vereinfacht gesagt werden, dass die Gerichte Erster Instanz des niederländischen Sprachgebietes niederländischsprachig sind, die des französischen Sprachgebiets französischsprachig, und die des deutschen Sprachgebietes deutschsprachig (Art. 1, 2 u. 2bis).
Der Sprachengebrauch dieser Gerichte im Gerichtsbezirk Brüssel unterliegt anderen Regeln. Dieser Gerichtsbezirk erstreckt sich über das zweisprachige Gebiet Brüssel-Hauptstadt und den Verwaltungsbezirk Halle-Vilvoorde und ist somit der einzige zweisprachige Gerichtsbezirk des Landes. Somit ist die gesamte Sprachenregelung ein wenig komplizierter in diesem Bezirk (Art. 3, 4, 5 u. 7bis):
- Der Rechtsakt zur Verfahrenseinleitung muss in niederländischer bzw. französischer Sprache aufgesetzt sein, wenn der Beklagte im niederländischen bzw. französischen Sprachgebiet wohnhaft ist; wohnt der Beklagte im zweisprachigen Gebiet Brüssel-Hauptstadt, hat der Kläger die Wahl zwischen Niederländisch und Französisch.
- Der Beklagte kann, bevor der eigentliche Prozess anfängt („in limine litis“), beantragen, dass der Prozess in der anderen Sprache geführt soll. Der Richter muss sofort über diese Anfrage befinden.
- Wohnt der Beklagte in einer der Brüsseler Randgemeinden mit Spracherleichterungen (d. h. in den Gemeinden Kraainem, Drogenbos, Linkebeek, Sint-Genesius-Rode, Wemmel oder Wezembeek-Oppem), kann er ebenfalls beantragen, dass der Prozess in der anderen Sprache geführt wird:
  - vor den Friedensgerichten von Kraainem, Sint-Genesius-Rode und Meise;
  - vor den Polizeigerichten Halle und Vilvoorde, für Gerichtssachen in Zusammenhang mit den zivilrechtlichen Folgen von Autounfällen; in diesem Fall wird die Sache an das Polizeigericht von Brüssel weitergeleitet.
- Wohnt der Beklagte in einer anderen Gemeinde auf dem flämischen Teil des Gerichtsbezirks Brüssel, gilt Folgendes:
  - Die Friedensgerichte und – bei Gerichtssachen in Zusammenhang mit den zivilrechtlichen Folgen von Autounfällen, deren Wert 1860 Euro nicht überschreitet – die Polizeigerichte benutzen die niederländische Sprache. Die gleiche Regel gilt auch für die Gerichte Erster Instanz, die Handelsgerichte und Arbeitsgerichte, wenn diese Gerichte aufgrund einer territorialen Zuständigkeit in diesen flämischen Gemeinden befasst wurden.
  - Handelt es sich um eine Sache in Zusammenhang mit den zivilrechtlichen Folgen eines Autounfalls, die aber den Wert von 1860 Euro überschreitet, kann vor den Polizeigerichten von Halle und Vilvoorde der Prozess in der anderen Sprache beantragt werden. In diesem Fall verweisen diese Gerichte die Sache an das Polizeigericht von Brüssel.

Neben der Teilung des Wahlkreises Brüssel-Halle-Vilvoorde (BHV) ist die Teilung des Gerichtsbezirks Brüssel, der sich faktisch über dasselbe Gebiet wie BHV erstreckt, um ihn auf die Realität der Sprachgrenze anzupassen, eine der großen Forderungen Flanderns. Die Frankophonen befürchten dagegen, dass die Rechte der französischsprachigen Minderheit im Verwaltungsbezirk Halle-Vilvoorde dadurch eingeschränkt werden könnten. Genauso wie für den Wahlkreis BHV ist für den Gerichtsbezirk Brüssel bis zum heutigen Tag noch keine Lösung gefunden worden.
Die Parteien können jedoch auch im Einvernehmen entscheiden, dass der Prozess in einer anderen Landessprache geführt werden soll. Bei einer solchen Anfrage wird die Sache an das nächstgelegene Gericht des betreffenden Sprachgebietes verwiesen, außer wenn die Anfrage auf die Benutzung der französischen Sprache in einem deutschsprachigen Gericht des Bezirks Eupen betrifft. In diesem Fall wird der Prozess von den Gerichten des Bezirks Eupen in französischer Sprache geführt (Art. 7).
Der Sprachengebrauch der Parteien während des Prozesses selbst ist dagegen frei. Wenn der Richter die Parteien, die persönlich erschienen sind, nicht versteht, muss er einen Simultanübersetzer anfordern (Art. 30).

#### Strafgerichte
Der Sprachengebrauch vor Strafgerichten ist anders organisiert. Belgien ist durch die Europäische Menschenrechtskonvention (EMRK) gebunden, auf die Rechte des Angeklagten in Strafprozessen zu achten, wie:
- das Recht, innerhalb möglichst kurzer Frist in einer ihm verständlichen Sprache in allen Einzelheiten über Art und Grund der gegen sie erhobenen Beschuldigung unterrichtet zu werden (Art. 6 Abs. 3 lit. a der EMRK);
- das Recht, einen Dolmetscher zu erhalten, wenn er die Verhandlungssprache des Gerichts nicht versteht oder spricht (Art. 6 Abs. 3 lit. e der EMRK).
- Jeder festgenommenen Person muss des Weiteren unverzüglich in einer ihr verständlichen Sprache mitgeteilt werden, welches die Gründe für ihre Festnahme sind und welche Beschuldigungen gegen sie erhoben werden. (Art. 5 Abs. 2 der EMRK)

Diese Garantie wird auch im Gesetz vom 15. Juni 1935 festgehalten. Dieses besagt, dass bei allen Verhören während einer Ermittlung oder einer Untersuchung, vor dem Untersuchungsrichter und vor den Gerichten und Gerichtshöfen, die Partei, die persönlich erscheinen, frei im Sprachengebrauch sind. Ob es sich hierbei um eine offizielle Landessprache handelt (siehe oben) oder nicht, hat keine Auswirkungen. Gegebenenfalls wird auf die Dienste eines Simultanübersetzers zurückgegriffen (Art. 31). Dasselbe gilt für Zeugen (Art. 32).
Der Sprachengebrauch bei Verfahren vor den Polizeigerichten und den Strafgerichten ist wie folgt organisiert: Je nachdem wo sich der Sitz des Gerichtes befindet (niederländisches, französisches oder deutsches Sprachgebiet), wird die niederländische, französische oder deutsche Sprache benutzt (Art. 14). Nur für die Gemeinden Voeren und Comines-Warneton gibt es gewisse Ausnahmeregelungen.
Für den Gerichtsbezirk Brüssel sind wiederum besondere Regeln vorgesehen (Art. 15 u. 16):
- Vor den Strafgerichten am Gericht Erster Instanz ist – genau wie bei Zivil-, Handel- oder Arbeitsgerichten – der Wohnort des Angeklagten ausschlaggebend: das Verfahren muss in niederländischer bzw. französischer Sprache eingeleitet werden, wenn der Angeklagte im niederländischen bzw. französischen Sprachgebiet wohnhaft ist; wenn er im zweisprachigen Gebiet Brüssel-Hauptstadt wohnhaft ist, wird die Sprache bevorzugt, in der der Angeklagte seine Aussagen bei der Ermittlung oder Untersuchung formuliert hat, oder – in allen anderen Fällen – Französisch oder Niederländisch, „je nachdem was notwendig ist“. Der Angeklagte kann eine Anfrage einreichen, um die Sprache des Verfahrens ändern zu lassen.
- Vor den Polizeigerichten gilt Folgendes:
  - Das Polizeigericht in Brüssel unterliegt denselben Regeln über den Sprachengebrauch wie das Strafgericht.
  - Die Polizeigerichte, deren territoriale Kompetenz sich nur auf flämische Gemeinden erstreckt, benutzen die niederländische Sprache.
  - Wenn der Angeklagte in einer der Brüsseler Randgemeinden mit Spracherleichterungen (d. h. in den Gemeinden Kraainem, Drogenbos, Linkebeek, Sint-Genesius-Rode, Wemmel oder Wezembeek-Oppem) wohnhaft ist, kann er beantragen, dass der Prozess in der anderen Sprache geführt wird.

Die Assisenhöfe (Geschworenengerichte) sind pro Provinz vorgesehen und unterliegen somit folgenden Sprachregeln (Art. 19):
- In den Provinzen Hennegau, Luxemburg, Namur und Wallonisch-Brabant findet das Verfahren in französischer Sprache statt.
- In den Provinzen Antwerpen, Ostflandern, Westflandern, Flämisch-Brabant und Limburg ist die Verfahrenssprache Niederländisch.
- In der Provinz Lüttich wird Französisch oder Deutsch benutzt, je nachdem, in welcher Sprache sich der Angeklagte bei der Untersuchung ausgedrückt hat.
- Im Verwaltungsbezirk Brüssel-Hauptstadt wird Französisch oder Niederländisch benutzt, je nachdem in welcher Sprache sich der Angeklagte bei der Untersuchung ausgedrückt hat.

Drückt sich der Angeklagte jedoch besser in einer anderen Landessprache aus als die, die in der Provinz gesprochen wird, kann er beantragen, dass der Assisenprozess in seiner Sprache in einer anderen Provinz abgehalten wird (Art. 20).
In Kriegszeiten kann der Angeklagte selbst entscheiden, in welcher Sprache (Niederländisch, Französisch oder Deutsch) das Verfahren vor dem Militärgericht geführt wird (Art. 18).
Wenn ein Angeklagter die Sprache des Verfahrens nicht beherrscht, kann er kostenlose Übersetzungen der Protokolle, Zeugenaussagen oder Expertengutachten beantragen (Art. 22). Es gibt für die Polizei- und Strafgerichte ebenfalls gewisse Flexibilitäten, wenn der Angeklagte die Sprache des Verfahrens nur schlecht beherrscht (Art. 23).

#### Appellationshöfe und Kassationshof
Der Sprachgebrauch vor den Appellationshöfen und vor dem Kassationshof wird hauptsächlich durch die Sprache des Urteils, welches zur Berufung oder zur Kassation vorliegt, bestimmt.
- Appellationshöfe

Die Sprache vor allen Berufungsgerichten, und besonders vor den fünf Appellationshöfen (Brüssel, Antwerpen, Gent, Lüttich und Mons), ist die Sprache in der das Urteil, welches Gegenstand der Berufung ist, aufgesetzt wurde (Art. 24).
Wenn aber die Appellationshöfe in Strafsachen in erster und letzter Instanz befinden (d. h. vor allem wenn gemäß Art. 479 ff. des Strafprozessgesetzbuches ein Richter angeklagt wird), dann wird das Verfahren in der Sprache geführt, die dem Sprachgebiet entspricht, in dem der Richter seine Funktionen ausübt oder in dem er seinen offiziellen Wohnsitz hat (Art. 25, Abs. 1). Wenn dieses Sprachgebiet der Gerichtsbezirk Brüssel ist, benutzt der Appellationshof von Brüssel die niederländische oder französische Sprache, je nachdem in welcher Sprache der Richter seine Aussagen während der Ermittlung gemacht hat. Das Gleiche gilt mutatis mutandis für die Gerichtsbezirke Verviers und Eupen in Zusammenhang mit der französischen und der deutschen Sprache (Art. 25, Abs. 2 u. 3).
Ähnliches ist für Berufungen gegen Schiedsentscheidungen anwendbar (Art. 26).
- Kassationshof

Wenn das Urteil, das dem Kassationshof vorgelegt wird, in französischer oder niederländischer Sprache ausgesprochen wurde, dann wird die entsprechende Sprache auch vor dem Kassationshof benutzt (Art. 27). Für deutschsprachige Urteile ist ein besonderes Verfahren vorgesehen (Art. 27bis).
Alle Urteile des Kassationshofes werden mit einer Übersetzung in der anderen Sprache ausgesprochen; wenn ein deutschsprachiges Urteil betroffen war, wird ebenfalls eine deutsche Übersetzung veröffentlicht (Art. 28).

### Staatsrat

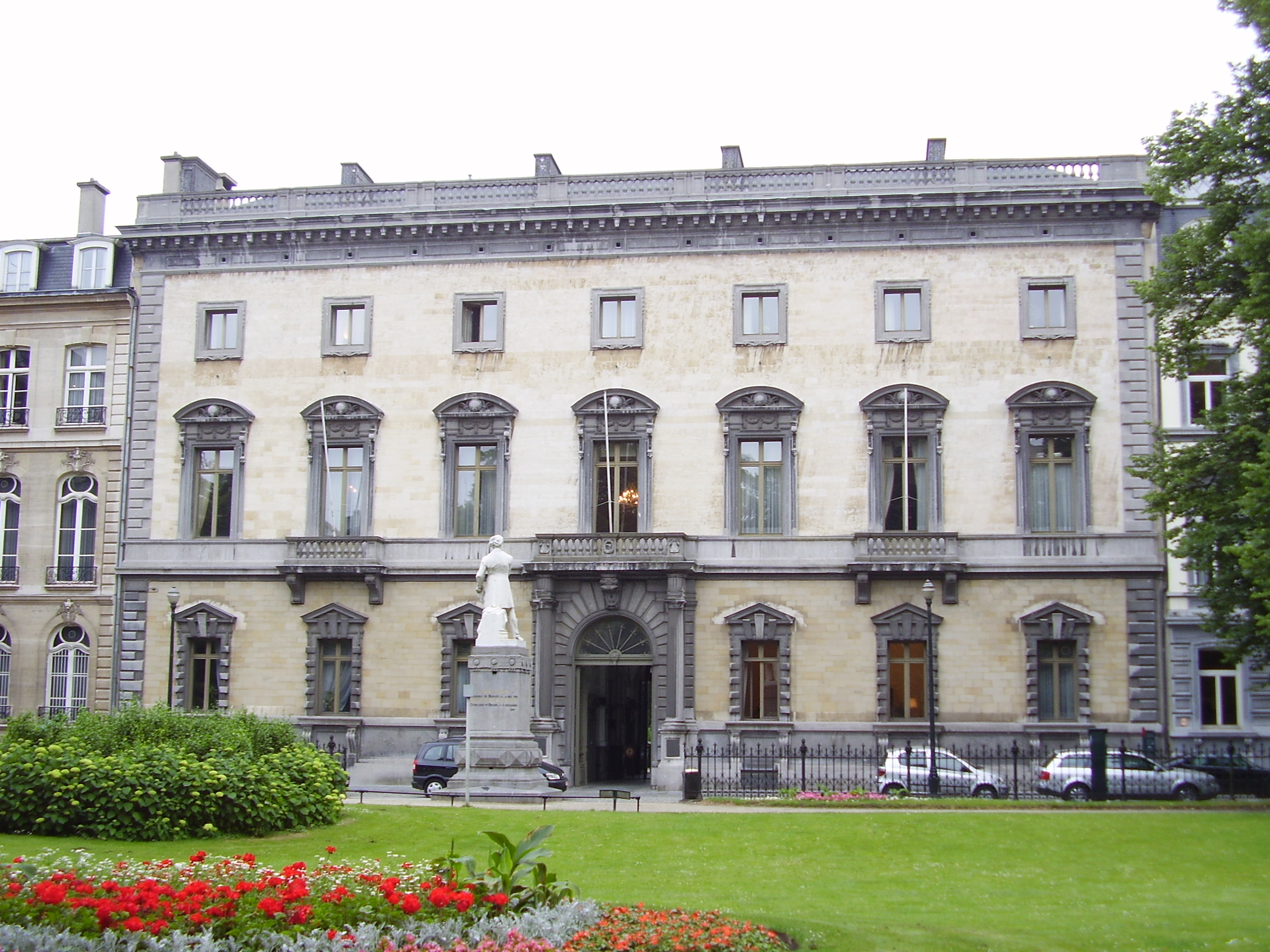
Der Sitz des Staatsrates in Brüssel

Der Gebrauch der Sprachen vor dem Staatsrat als höchste Verwaltungsgerichtsbarkeit ist in Titel VI der koordinierten Gesetzgebung über den Staatsrat vom 12. Januar 1973 geregelt. Die koordinierten Gesetze unterscheiden innerhalb des Staatsrates die Abteilung „Gesetzgebung“, die ein Beratungsorgan für alle Parlamente und Regierungen des Landes ist, und die Abteilung „Verwaltungsstreitsachen“, die das eigentliche oberste Verwaltungsgericht darstellt.
In der Gesetzgebungsabteilung gilt das Prinzip, dass die Sprache verwendet wird, in der der untersuchte Text (wie beispielsweise ein Gesetzesvorentwurf) aufgestellt wurde (Art. 47). Wenn der Text in Niederländisch und Französisch aufgestellt wurde, wie dies bei den Vorentwürfen des Föderalstaats und der Region Brüssel-Hauptstadt üblich ist, überprüft der Staatsrat beide Versionen und hebt die eventuellen Unvereinbarkeiten zwischen den beiden Texten hervor (Art. 48). Wird ein Text in deutscher Sprache vorgelegt (weil er von der Deutschsprachigen Gemeinschaft stammt), dann wird dieser entweder von einer französischen oder einer niederländischen Kammer begutachtet und das Gutachten wird übersetzt (Art. 50bis).
In der Abteilung Verwaltungsstreitsachen ist der Sprachengebrauch ein wenig komplizierter. Wenn der Staatsrat sich über die Legalität eines Verwaltungsdokumentes aussprechen soll, dann geschieht dies in der Sprache, in der dieses Dokument aufgesetzt wurde, außer wenn gerade bemängelt wird, dass die Gesetzgebung über den Sprachengebrauch in Verwaltungsangelegenheiten (siehe oben) nicht eingehalten wurde; in diesem Fall wird die Sache vor einer zweisprachigen Kammer behandelt (Art. 52).
Der Sprachengebrauch vor dem Staatsrat bei Klagen gegen Verwaltungsakte mit Einzelentscheidungen (wie beispielsweise eine Beförderung oder eine Disziplinarstrafe) ist maßgeblich durch das Statut des Klägers geprägt:
- Ist der Kläger ein Beamter, gilt es – gemäß der koordinierten Gesetzgebung vom 18. Juli 1966 – folgende Hinweise zu ermitteln, um den Sprachengebrauch festzulegen (in dieser Reihenfolge): 1. das homogen einsprachige Gebiet, in dem der Beamte seine Tätigkeiten ausübt; 2. die „Sprachrolle“ (siehe oben), der er angehört; 3. die Sprache, in der er seine Aufnahmeprüfung abgelegt hat; 4. die Sprache des Diploms, das er für die Stelle vorweisen musste; 5. die Sprache, in der die Streitsache eingeleitet wurde (Art. 54).
- Ist der Kläger ein Richter, dann wird das Verfahren in der Sprache des Sprachstatuts des Magistraten, so wie es im Gesetz vom 15. Juni 1935 über den Sprachengebrauch im Gerichtswesen definiert wurde, geführt (Art. 55).
- Ist der Kläger Teil der belgischen Streitkräfte, bestimmt seine in Anwendung de Gesetzes vom 30. Juli 1938 (siehe weiter unten) ermittelte Sprachzugehörigkeit, in welcher Sprache das Verfahren vor dem Staatsrat stattfindet (Art. 56 bis 59).

In gewissen Fällen, wie beispielsweise wenn die Parteien verschiedenen Sprachregelungen unterworfen sind, wird eine zweisprachige Kammer (Niederländisch/Französisch) mit der Sache betraut. In diesem Fall erfolgt auch das Urteil des Staatsrates in zwei Sprachen (Art. 61 u. 62).
Aber auch für die Parteien selbst sind gewisse Regeln im Zusammenhang mit der Sprache vorgesehen. So dürfen sie, wenn sie selbst der Gesetzgebung über den Sprachengebrauch in Verwaltungsangelegenheiten unterworfen sind, nur die Sprache benutzen, die aufgrund dieses Gesetzes vorgesehen ist. Alle Anträge und Schriftsätze, die dem Staatsrat in der falschen Sprache übermittelt wurden, sind nichtig (Art. 65). Personen, die nicht dieser Gesetzgebung unterliegen, dürfen Akten und Aussagen vorlegen, die in der Sprache aufgesetzt wurden, die sie selbst ausgewählt haben (Art. 66).

### Verfassungsgerichtshof
Der Verfassungsgerichtshof als „Hüter der belgischen Verfassung“ untersteht seinerseits ebenfalls einer eigenen Sprachenregelung, die in Titel IV des Sondergesetzes vom 6. Januar 1989 über den Schiedshof festgehalten werden.
Ähnlich wie beim Staatsrat bestimmt die Eigenschaft des Klägers, ob das Verfahren in Niederländisch, Französisch oder Deutsch geführt wird (Art. 62):
- Die föderale Regierung („der Ministerrat“) benutzt die niederländische oder die französische Sprache gemäß den Vorgaben der koordinierten Gesetzgebung vom 18. Juli 1966 über den Sprachengebrauch in Verwaltungsangelegenheiten (siehe oben).
- Die Präsidenten des Föderalen Parlamentes benutzen die niederländische und die französische Sprache.
- Die Regierungen der Französischen Gemeinschaft, der Deutschsprachigen Gemeinschaft, der Wallonischen Region, der Region Brüssel-Hauptstadt und die Flämische Regierung benutzen ihre Verwaltungssprache (Niederländisch, Deutsch oder Französisch).
- Für die Präsidenten der Parlamente dieser Gemeinschaften und Regionen gilt dasselbe, außer für die Präsidenten des Parlamentes der Region Brüssel-Hauptstadt und der „Gemeinsamen Gemeinschaftskommission“, die die französische und die niederländische Sprache benutzen.
- Die Gerichte benutzen die Sprache oder die Sprachen, in denen sie ihre Entscheidung verfassen müssen (siehe oben).
- Die Personen (privat oder öffentlich, natürlich oder juristisch), die ein Interesse nachweisen, benutzen die Sprache ihrer Wahl, außer wenn sie den Rechtsvorschriften über den Sprachengebrauch in Verwaltungsangelegenheiten unterworfen sind.

Wenn diese Regeln nicht einbehalten werden, wird von Amts wegen die Nichtigkeit der Schriftsätze und Erklärungen vom Verfassungsgerichtshof festgestellt (Art. 62, Abs. 3).
Die Untersuchung der Sache selbst wird in der Sprache des Schriftsatzes geführt (Art. 63). Wenn die Sache in Deutsch (was sehr selten vorkommt) oder gleichzeitig in Französisch und in Niederländisch anhängig gemacht wird, beschließt der Verfassungsgerichtshof, ob die Untersuchung in Französisch oder in Niederländisch geführt wird. Die mündlichen Erklärungen in den Sitzungen erfolgen in Deutsch, Französisch oder Niederländisch mit Simultanübersetzung (Art. 64).
Der Verfassungsgerichtshof unterscheidet sich jedoch grundlegend von allen anderen Gerichtshöfen Belgiens, indem er all seine Urteile, die auf eine Nichtigkeitsklage hin erlassen worden sind, systematisch in Niederländisch, Französisch und Deutsch veröffentlichen muss (Art. 65). Dasselbe gilt für Verfahren, die in deutscher Sprache geführt wurden. In den anderen Fällen (beispielsweise bei Antworten auf präjudizielle Fragen) werden die Urteile in niederländischer und französischer Sprache veröffentlicht.

## Sprachengebrauch in den belgischen Streitkräften
Der Sprachengebrauch in den belgischen Streitkräften wird durch ein Gesetz vom 30. Juli 1938 geregelt. Besonders die Verabschiedung dieser Gesetzgebung war einer der wichtigsten Motoren der Flämischen Bewegung während des Ersten Weltkriegs (1914–1918). Zu dieser Zeit entstand während der Flandernschlacht an der Yser die sogenannte „Frontbeweging“, die sich gegen die Sprachenpolitik der belgischen Armee wehrte. Das einfache Soldatenkorps der Armee soll nämlich zu der Zeit zu etwa 80 % aus Flamen bestanden haben, wobei die Offiziere in der übergroßen Mehrheit aus der französischsprachigen Bourgeoisie stammten. Dies soll sogar zur Folge gehabt haben, dass in den Gräben die flämischen Soldaten die Befehle der französischsprachigen Offiziere nicht verstanden und dass die daraus entstehenden Missverständnisse in einigen Fällen sogar direkt zum Tod flämischer Soldaten geführt haben sollen. Die Wahrheit dieser Thesen ist jedoch heutzutage äußerst umstritten. Nachdem die Frontbeweging 1917 verboten wurde, radikalisierte sie sich; aus ihr entstand 1919 die rechtsradikale „Frontpartij“.
Das Gesetz vom 30. Juli 1938, das die vorigen Sprachgesetze der Armee aufhebt, hat das Sprachenproblem innerhalb der belgischen Streitkräfte gelöst, indem die Armee in niederländischsprachige, französischsprachige und zweisprachige Einheiten aufgeteilt wurde. Konkret sieht das Gesetz vor: „Die vollständige Ausbildung der Soldaten erfolgt in ihrer Muttersprache“ (Art. 19, Abs. 1). Um die Muttersprache zu ermitteln wird zwar von der Gemeinde, in der der Soldat wohnhaft ist, ausgegangen, doch kann er immer beweisen, dass seine Muttersprache eine andere ist. Für deutschsprachige Soldaten wurde ebenfalls die Möglichkeit vorgesehen, eine eigene Einheit zu bilden. „Verwaltungskompanien“ sind zweisprachig, aber in einsprachige Sektionen unterteilt (Art. 19, Abs. 5).
Offiziere müssen neben ihrer niederländischen oder französischen Muttersprache auch „eine effektive Kenntnis der anderen Sprache“ besitzen. Ein Sprachtest ist vorgesehen für Offizierskandidaten (Art. 1), für die Ernennung zum Leutnant (Art. 3) und für die Ernennung zum Major (Art. 5). Für die deutsche Sprache ist eine besondere Regelung vorgesehen (Art. 2bis). Die Sprachbedingungen für Unteroffiziers-Kandidaten sind weniger streng (Art. 8).
Was den Sprachengebrauch selbst betrifft, so wird „in jeder einsprachigen Einheit für Ausbildung, Befehle auf allen Stufen, Verwaltung, Führung und alle anderen dienstlichen Kontakte zwischen Kommando und Offizieren, Gradierten oder Soldaten, zwischen Offizieren, zwischen Offizieren und Gradierten, zwischen Gradierten und zwischen Offizieren oder Gradierten und Soldaten die Sprache dieser Einheit benutzt“ (Art. 22). Besondere Vorschriften sind für zweisprachige Einheiten, für den Sprachengebrauch in Militärkrankenhäusern und anderen Diensten (Depots, Arsenale etc.) und für die Kontakte mit dem Verteidigungsministerium vorgesehen. Bekanntmachungen und Mitteilungen, die Behörden an die Öffentlichkeit richten, werden gemäß der koordinierten Gesetzgebung über den Sprachengebrauch in Verwaltungsangelegenheiten aufgesetzt (siehe oben).
Das einzige rein deutschsprachiges Infanteriebataillon wurde inzwischen aufgelöst.

## Sprachengebrauch im Unterrichtswesen

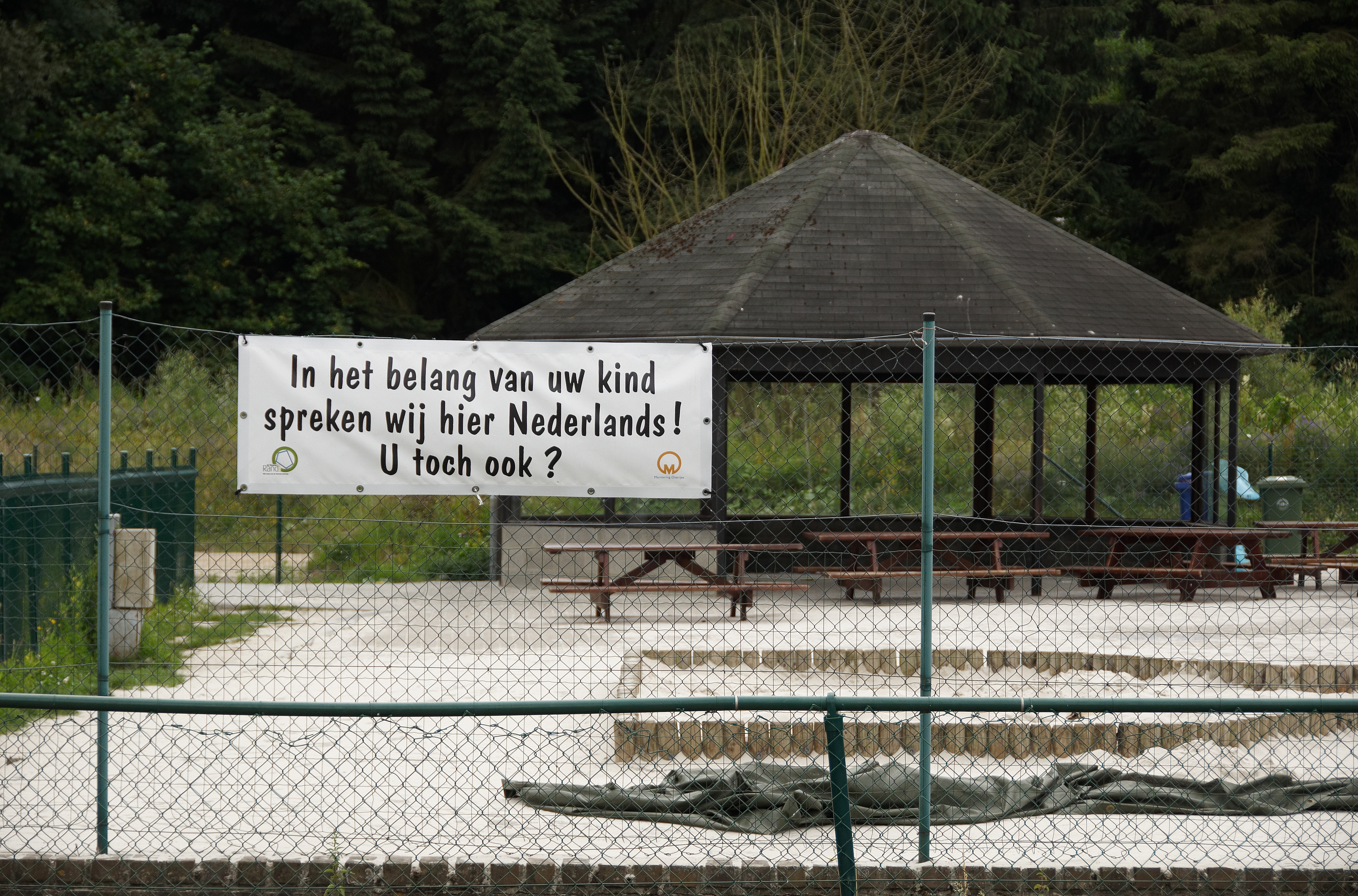
Plakat in Huldenberg: „Im Interesse Ihres Kindes sprechen wir hier Niederländisch! Sie doch auch?“

Der Sprachengebrauch in den belgischen Schulen des Primar- und Sekundarunterrichtswesens wird, außer für die Deutschsprachige Gemeinschaft, durch das Gesetz vom 30. Juli 1963 über den Sprachengebrauch im Unterrichtswesen geregelt. In der Deutschsprachigen Gemeinschaft wurde das Gesetz ersetzt durch das Dekret vom 19. April 2004 über die Vermittlung und den Gebrauch der Sprachen im Unterrichtswesen; dies geschah in Anwendung von Artikel 129, § 1, Nr. 2 (bzw. Art. 130, § 1, Nr. 5 für die DG) der Verfassung, der den Gemeinschaften diese Zuständigkeit zuspricht.
Die Gesetzgebung über den Sprachengebrauch im Unterrichtswesen betrifft nur die Schulen, die dem Gemeinschaftsunterrichtswesen (staatliches Unterrichtswesen) angehören oder von den Gemeinschaften bezuschusst oder anerkannt werden. Andere freie Schulen wie nicht anerkannte Privatschulen unterliegen nicht dem Gesetz. Die Schüler oder ihre Eltern als Privatpersonen sind ebenfalls nicht betroffen, da laut Artikel 30 der Verfassung der Sprachengebrauch von Personen frei ist. Die belgischen Hochschulen und Universitäten unterliegen nicht dem Gesetz von 1963. Der Gebrauch der Sprachen dort wird von den Gemeinschaften frei organisiert.
Der Sprachengebrauch in den Schulen ist wie alle anderen Aspekte der Sprachengesetzgebung in Belgien ein äußerst sensibles Thema im flämisch-wallonischen Konflikt (siehe auch weiter unten). So sorgte beispielsweise der Bürgermeister der niederländischsprachigen Gemeinde Merchtem für Aufsehen, als er den Schulkindern den Gebrauch der französischen Sprache auf dem Schulhof verbieten wollte.

### Niederländisches, französisches und deutsches Sprachgebiet
Im homogenen niederländischen und französischen Sprachgebiet wird in Niederländisch bzw. in Französisch Unterricht gegeben. Ausnahmen hierzu sind gestattet, z. B. für das Erlernen von Fremdsprachen.
Im deutschen Sprachgebiet ist im Prinzip die Unterrichtssprache Deutsch. Aufgrund der Spracherleichterungen für Frankophone und den bereits existierenden französischsprachigen Schulen im deutschen Sprachgebiet stand die Deutschsprachige Gemeinschaft, die mit dem Unterrichtswesen betraut ist, lange Zeit unter der „Aufsicht“ des Föderalstaates für den Sprachengebrauch im Unterrichtswesen. Durch eine Verfassungsabänderung vom 20. Mai 1997 wurde schließlich der Deutschsprachigen Gemeinschaft die Autonomie für den Sprachengebrauch im Unterrichtswesen zuerkannt. Das Dekret vom 19. April 2004 sieht seitdem vor, dass die Gemeinden des deutschen Sprachgebiets die Verpflichtung haben, eine französisch- oder niederländischsprachige Abteilung in den bestehenden Schulen einzurichten, wenn die Erziehungsberechtigten von mindestens 15 Kindergartenschülern bzw. 30 Primarschülern erklären, dass Französisch oder Niederländisch ihre Muttersprache ist (Art. 3).

### Zweisprachiges Gebiet Brüssel-Hauptstadt
Dadurch, dass auf dem zweisprachigen Gebiet Brüssel-Hauptstadt sowohl die Flämische als auch die Französische Gemeinschaft befugt sind, mussten besondere Regeln für den Sprachengebrauch im Unterrichtswesen erstellt werden.
Auch im zweisprachigen Gebiet Brüssel-Hauptstadt ist das Unterrichtswesen entweder niederländisch- oder französischsprachig. Es gibt keine offiziell zweisprachigen Schulen. Je nachdem in welcher Sprache unterrichtet wird, gehören die Schulen Brüssels, was die übrigen Aspekte des Unterrichtswesens betrifft, zum Zuständigkeitsbereich der Flämischen oder der Französischen Gemeinschaft (Art. 127, § 2 der Verfassung).
Ob ein Schüler eine niederländisch- oder eine französischsprachige Schule besucht, wird vom „Familienoberhaupt“ entschieden, falls dieses im zweisprachigen Bezirk Brüssel-Hauptstadt wohnt (Art. 5 des Gesetzes vom 30. Juli 1963). Wenn der Schüler nicht in Brüssel wohnt, muss er automatisch dem Unterricht in der Sprache seines Sprachgebietes folgen, auch wenn er sich in eine Schule Brüssels einschreibt (z. B. müsste ein frankophoner Schüler aus den Brüsseler Randgemeinden im niederländischen Sprachgebiet eine niederländischsprachige Brüsseler Schule aufsuchen). Das Familienoberhaupt kann jedoch eine Erklärung unterschreiben, mit der er bezeugt, dass der Schüler in der anderen Sprache unterrichtet werden soll (Art. 17, Abs. 5 und Königlicher Erlass vom 30. November 1966).
In der zweisprachigen Region Brüssel-Hauptstadt muss die zweite Sprache zwingend unterrichtet werden (Art. 10).

### Gemeinden mit Spracherleichterungen
In den Gemeinden mit Spracherleichterungen (diese werden im Sinne der Gesetzgebung über den Sprachengebrauch in Verwaltungsangelegenheiten auch „Sprachgrenzgemeinden“ genannt), in den Brüsseler Randgemeinden und den Malmedyer Gemeinden, aber auch in den Plattdeutschen Gemeinden, für die es potenziell Spracherleichterungen geben kann (heute Baelen, Plombières und Welkenraedt), sind ebenfalls besondere Regeln anwendbar.
Wenn eine Mindestanzahl von Erziehungsberechtigten dies fordert, müssen diese Gemeinden für die entsprechenden Schüler einen anderssprachigen Unterricht gewährleisten. Dies gilt jedoch nur für Kindergärten und den Primarschulunterricht. Der Sekundarschulunterricht muss in der Sprache des Sprachgebietes stattfinden (Art. 6 des Gesetzes vom 30. Juli 1963). Um am Unterricht in einer anderen Sprache als der des Sprachgebietes teilnehmen zu dürfen, muss (Art. 17, Abs. 2 und Königlicher Erlass vom 30. November 1966):
- entweder ein Zertifikat des Leiters einer vorherigen Schule des Schülers vorliegen
- oder das Familienoberhaupt eine Erklärung ausfüllen, mit der die Muttersprache des Schülers festgelegt wird, und der Spracheninspektion vorlegen
- oder eine unabhängige Jury die Muttersprache des Schülers feststellen.

Auch in den Gemeinden mit Spracherleichterungen ist das Erlernen einer zweiten Landessprache Pflicht (Art. 10).
Besonders in den Brüsseler Randgemeinden stellt sich jedoch der Sprachengebrauch im Unterrichtswesen erneut als Konfliktherd zwischen Flamen und Wallonen heraus. In diesen sechs Gemeinden gibt es in der Tat zahlreiche Schulen, die nur auf Französisch unterrichten und dem Lehrplan der Französischen Gemeinschaft folgen. Da sich die Schulen auf dem niederländischen Sprachgebiet befinden, erhalten sie Zuschüsse von der Flämischen Gemeinschaft, ohne dass sie die Lehrpläne dieser letzten einhalten müssen oder der flämischen Schulinspektion unterworfen wären. Der Grund hierfür ist ein Kompromiss, der während der ersten Staatsreform Anfang der 1970er Jahre geschlossen wurden. So besagt der Artikel 5 des Gesetzes vom 21. Juli 1971 bezüglich der Zuständigkeiten und der Funktionsweise der Kulturräte der Niederländischen Kulturgemeinschaft und der Französischen Kulturgemeinschaft (durch Artikel 93 des Sondergesetzes vom 8. August 1980 zur Reform der Institutionen heute noch in Kraft), dass die Situation der anderssprachigen Schulen in den Rand- und Fazilitätengemeinden am 31. Dezember 1970 angehalten wird und dass Vorschläge für Änderungen an dieser Situation zuerst dem Kooperationskomitee vorgelegt werden müssen; es handelt sich um eine sogenannte „Stillhalteklausel“. Ein aktuelles Beispiel für diese äußerst delikate Situation – obgleich nicht der Sprachengebrauch selbst betroffen ist – ist ein flämischer Dekretvorschlag aus dem Jahr 2007, der eine breite Auslegung des flämischen Dekretes zur Organisation des Grundschulwesen anstrebt und die französischsprachigen Schulen der Randgemeinden den flämischen Regeln unterordnen will. Die Begründung hierfür war zu sagen, dass wenn die Flämische Gemeinschaft Zuschüsse bezahlt, sie auch den Lehrplan bestimmen darf. Der französischsprachige Landesteil sah hierin jedoch einen Versuch, die französische Sprache in den Randgemeinden zu unterdrücken. Deshalb wurde zuerst am 13. Dezember 2007 seitens der Französischen Gemeinschaft, am 17. Juni 2008 seitens der Französischen Gemeinschaftskommission der Region Brüssel-Hauptstadt (abgekürzt „COCOF“) und anschließend am 14. Januar 2009 seitens der Wallonischen Region die parlamentarische Prozedur des „Interessenkonfliktes“ (Artikel 134 der Verfassung und Art. 32 des Gesetzes vom 9. August 1980) eingeleitet, mit der das flämische Vorhaben für eine gewisse Frist ausgesetzt werden konnte. Nachdem diese Frist seit dem 6. Juni 2009 abgelaufen war, verabschiedete das Flämische Parlament im Oktober 2009 den Dekretvorschlag. Dieses Vorgehen wurde scharf von den frankophonen Parteien kritisiert, die eine Klage beim Verfassungsgerichtshof einreichten. Nachdem er das flämische Dekret am 29. Juli 2010 vorerst ausgesetzt hatte, urteilte der Verfassungsgerichtshof am 28. Oktober 2010 zugunsten der Französischsprachigen und erklärte das flämische Dekret teilweise für nichtig.

## Sprachengebrauch in privaten Unternehmen
Der Gebrauch der Sprachen in privaten Unternehmen im Industrie-, Handels- oder Finanzbereich unterliegt ebenfalls einer besonderen Gesetzgebung. Der Ausgangspunkt ist die koordinierte Gesetzgebung vom 18. Juli 1966 über den Sprachengebrauch in Verwaltungsangelegenheiten. Der Artikel 129, § 1, Nr. 3 der Verfassung überträgt der Flämischen und der Französischen Gemeinschaft jedoch die Zuständigkeit für den Gebrauch der Sprachen für „[…] die sozialen Beziehungen zwischen den Arbeitgebern und ihrem Personal sowie die durch Gesetz und Verordnungen vorgeschriebenen Handlungen und Dokumente der Unternehmen“. Im homogenen niederländischen bzw. französischen Sprachgebiet gelten seitdem das Dekret der niederländischen Kulturgemeinschaft vom 19. Juli 1973 (das „Septemberdekret“ genannt) bzw. das Dekret der französischen Kulturgemeinschaft vom 30. Juni 1982 (das „Augustdekret“ genannt).
Die gemeinnützigen Einrichtungen (in Belgien „Vereinigungen ohne Gewinnerzielungsabsicht“ (VoG); in Deutschland als gemeinnützig anerkannte „Vereine“) sind nicht von diesen Regeln betroffen.

### Niederländisches Sprachgebiet
In Unternehmen, die ihren Sitz im homogenen niederländischen Sprachgebiet haben, müssen Arbeitgeber und Arbeitnehmer in ihren Beziehungen ausschließlich die niederländische Sprache benutzen. Die Urkunden, Papiere und Unterlagen, die von den Unternehmen ausgehändigt werden, sind ebenfalls auf Niederländisch aufzustellen. Falls es jedoch die Zusammensetzung der Belegschaft rechtfertigt und bei einstimmiger Entscheidung der Arbeitnehmervertreter können anderssprachige Übersetzungen beigelegt werden (Art. 5 des Dekretes vom 19. Juli 1973).
Bei Zuwiderhandlungen sind die Dokumente von Rechts wegen nichtig. Auch Verwaltungssanktionen und selbst strafrechtliche Sanktionen sind vorgesehen.
Ein flämisches Dekret vom 1. Juni 1994, das das Septemberdekret abändern sollte, wurde vom Verfassungsgerichtshof (damals noch „Schiedshof“) teilweise nichtig erklärt. Das Dekret sah vor, dass alle Arbeitsplatzangebote in Anzeigen in niederländischer Sprache aufgesetzt werden mussten. Da es sich zu diesem Zeitpunkt nur um einseitige Angebote handelt, besteht noch kein Arbeitsverhältnis und die Sprachenfreiheit gemäß Artikel 30 der Verfassung hat Bestand. Die Flämische Gemeinschaft hatte somit ihre Zuständigkeiten überschritten.

### Französisches Sprachgebiet
Für Unternehmen, die im homogenen französischen Sprachgebiet angesiedelt sind, gelten ähnliche Vorschriften: Die Sprache für Beziehungen zwischen Arbeitgeber und Arbeitnehmer und die Sprache für Urkunden, Papiere und Unterlagen ist Französisch (Art. 2 des Dekretes vom 30. Juni 1982). Die Parteien können sich jedoch auch auf andere Sprachen einigen.
Bei Zuwiderhandlungen sind die Dokumente von Rechts wegen nichtig. Es gibt jedoch keine anderen Sanktionen.

### Andere Sprachgebiete
Das deutsche Sprachgebiet, das zweisprachige Gebiet Brüssel-Hauptstadt sowie das Gebiet der Gemeinden mit Spracherleichterungen verfügen über keine spezifischen Regeln, was den Gebrauch der Sprachen bei den Beziehungen zwischen Arbeitgeber und Arbeitnehmer betrifft (Art. 129, § 2 der Verfassung). Für den Sprachengebrauch beim Aushändigen von Urkunden, Papieren und Unterlagen bleibt die koordinierte Gesetzgebung vom 18. Juli 1966 anwendbar.
Somit gilt Folgendes für Urkunden, Papiere und Unterlagen (Art. 52 der koordinierten Gesetzgebung vom 18. Juli 1966):
- im deutschen Sprachgebiet wird Deutsch benutzt;
- im zweisprachigen Gebiet Brüssel-Hauptstadt werden die für das französischsprachige Personal bestimmten Unterlagen in Französisch und die für das niederländischsprachige Personal bestimmten Unterlagen in Niederländisch aufgesetzt;
- in den Gemeinden mit Spracherleichterungen wird die Sprache des Sprachgebietes benutzt, d. h. beispielsweise in den Brüsseler Randgemeinden Niederländisch und in den Malmedyer Gemeinden Französisch.

Doch auch hier können diese Betriebe den für ihr Personal bestimmten Bekanntmachungen, Mitteilungen, Urkunden, Bescheinigungen und Formularen eine Übersetzung in eine oder mehrere Sprachen beifügen, wenn dies durch die Zusammensetzung des Personals gerechtfertigt ist.
In den vorliegenden Fällen gibt es bei Zuwiderhandlungen keine wirklichen Sanktionen. Das fehlerhafte Dokument muss nur ersetzt werden (siehe oben).